# Тургенев, Иван Сергеевич
Ива́н Серге́евич Турге́нев (28 октября [9 ноября] 1818, Орёл, Российская империя — 22 августа [3 сентября] 1883, Буживаль, Франция) — русский писатель-реалист, поэт, публицист, драматург, прозаик и переводчик. Один из классиков русской литературы, внёсших наиболее значительный вклад в её развитие во второй половине XIX века.
Высокую оценку творчество Тургенева получило в России и на Западе. Его литературное влияние ощутимо как в русской, так и в зарубежной литературе.
Член-корреспондент Петербургской академии наук по разряду русского языка и словесности (1860), почётный доктор Оксфордского университета (1879), почётный член Московского университета (1880).
Созданная им художественная система оказала влияние на поэтику не только русского, но и западноевропейского романа второй половины XIX века. Иван Тургенев первым в русской литературе начал изучать личность «нового человека» — шестидесятника, его нравственные качества и психологические особенности, благодаря которым в русском языке стал широко использоваться термин «нигилист». Пропагандист русской литературы и драматургии на Западе.
Изучение произведений И. С. Тургенева — обязательная часть общеобразовательных школьных программ России. Наиболее известные произведения: цикл рассказов «Записки охотника», рассказ «Муму», повести «Первая любовь», «Ася», романы «Дворянское гнездо», «Отцы и дети».

## Биография

### Происхождение и ранние годы

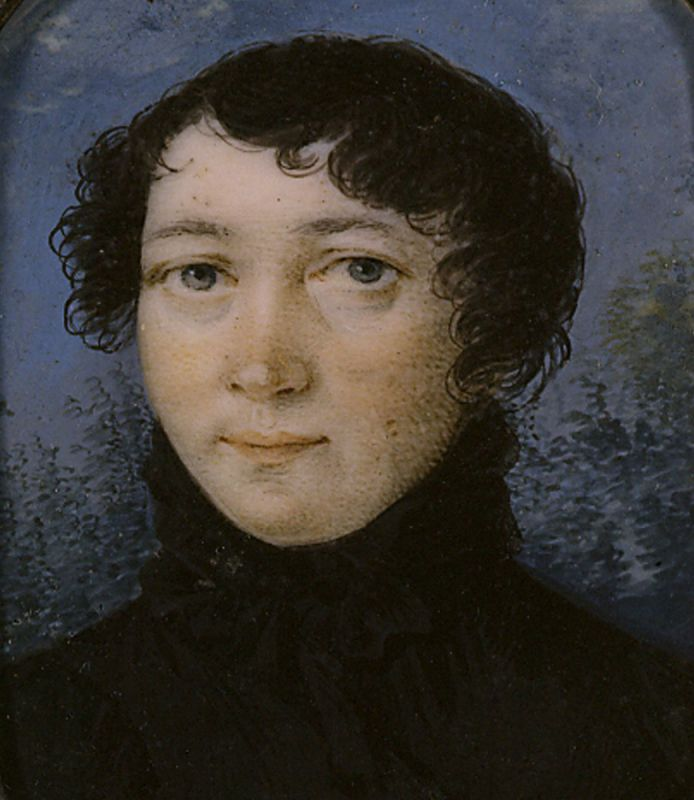
Варвара Петровна Лутовинова, мать писателя

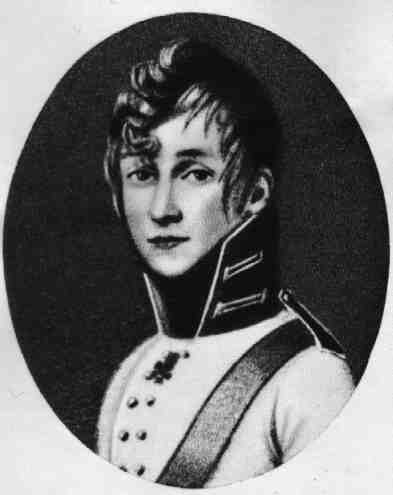
Сергей Николаевич Тургенев, отец писателя

Его семья по линии отца принадлежала к старинному, но обедневшему роду Тургеневых тульской аристократии, ведущему свою историю с XV века, когда татарский мурза Лев Турген (после крещения Иван Тургенев) покинул Золотую Орду, чтобы служить Василию II Московскому (Герб. Часть VI. № 53). В памятной книжке мать будущего писателя записала: «1818 года 28 октября, в понедельник, родился сын Иван, ростом 12 вершков, в Орле, в своём доме, в 12 часов утра. Крестили 4-го числа ноября, Феодор Семёнович Уваров с сестрою Федосьей Николаевной Тепловой».
Дед писателя, Николай Алексеевич Тургенев (1749—1833), служил в артиллерии, в 1780 году уволен от службы прапорщиком гвардии. В Вязовне Чернского уезда построил храм, ставший центром усадьбы Тургенево, отошедшей после его смерти сыну Сергею, отцу писателя. В лучшие годы дед имел почти 2000 душ, но постепенно прожился. В 1807—1814 годах, два трёхлетия, состоял уездным предводителем дворянства Чернского уезда. Похоронен на кладбище Донского монастыря в Москве.
Отец Ивана Сергей Николаевич Тургенев (1793—1834) служил в то время в кавалергардском полку. Беспечный образ жизни красавца-кавалергарда расстроил его финансы, и для поправки своего положения он вступил в 1816 году в брак по расчёту с весьма состоятельной Варварой Петровной Лутовиновой (1787—1850). В 1821 году в звании полковника кирасирского полка отец вышел в отставку. Иван был вторым сыном в семье. Мать будущего писателя Варвара Петровна происходила из богатой дворянской семьи. Её брак с Сергеем Николаевичем не был счастливым. В 1830 году отец уходит из семьи и умирает в 1834 году, оставляя троих сыновей — Николая, Ивана и рано умершего от эпилепсии Сергея. Мать была властной и деспотичной женщиной. Рано лишилась отца, страдала от жестокого отношения своей матери (её внук позднее изобразил в образе старухи в очерке «Смерть»), и от буйного, пьющего отчима, который нередко её бил. Из-за постоянных побоев и унижений Варвара позже переехала к своему дяде, после смерти которого стала владелицей великолепного имения в 5000 душ.
Варвара Петровна была непростой женщиной. Крепостнические привычки уживались в ней с начитанностью и образованностью, заботу о воспитании детей она сочетала с семейным деспотизмом. Подвергался материнским побоям и Иван, несмотря на то, что считался любимым её сыном. Грамоте мальчика обучали часто сменявшиеся французские и немецкие гувернёры. В семье Варвары Петровны все говорили между собой исключительно по-французски, даже молитвы в доме произносились на этом языке. Она много путешествовала и была просвещённой женщиной, много читала, преимущественно на французском. Однако родной язык и литература были ей не чужды: она и сама обладала прекрасной образной русской речью, а Сергей Николаевич требовал, чтобы во время его отлучек дети писали ему письма по-русски. Семья Тургеневых поддерживала связи с В. А. Жуковским и М. Н. Загоскиным. Варвара Петровна следила за новинками литературы, была хорошо осведомлена о творчестве Н. М. Карамзина, В. А. Жуковского, А. С. Пушкина, М. Ю. Лермонтова и Н. В. Гоголя, которых в письмах к сыну охотно цитировала.
Любовь к русской литературе юному Тургеневу привил также один из крепостных камердинеров (он позже стал прототипом Пунина в рассказе «Пунин и Бабурин»). До девяти лет Иван Тургенев жил в наследственном матушкином имении Спасское-Лутовиново в 10 км от Мценска Орловской губернии. В 1822 году семья Тургеневых совершила путешествие в Европу, во время которого четырёхлетний Иван чуть было не погиб в Берне, сорвавшись с перил рва с медведями (Беренграбен); его спас отец, поймав за ногу. В 1827 году Тургеневы, чтобы дать детям образование, поселились в Москве в приобретённом ими доме на Самотёке. Учёбу будущий писатель начал в пансионе Вейденгаммера, продолжив её в пансионе директора Лазаревского института И. Ф. Краузе.

### Образование. Начало литературной деятельности

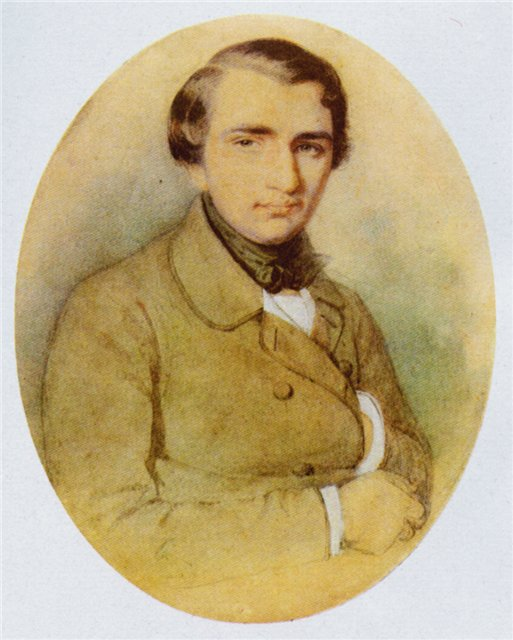
Иван Тургенев в молодости. Рисунок К. А. Горбунова, 1838

В 1833 году в возрасте 15 лет Тургенев поступил на словесное отделение Московского университета. В то время там обучались А. И. Герцен и В. Г. Белинский. Год спустя, после того, как старший брат Ивана поступил в гвардейскую артиллерию, семья переехала в Санкт-Петербург и Иван Тургенев перешёл на историко-филологический факультет Императорского Санкт-Петербургского университета. В университете подружился с Т. Н. Грановским.
Сначала Тургенев хотел стать поэтом. В 1837 году, студентом третьего курса написал пятистопным ямбом драматическую поэму «Сте́но». Молодой автор показал эти пробы пера своему преподавателю, профессору российской словесности П. А. Плетнёву. Во время одной из лекций Плетнёв довольно строго разобрал эту поэму, не раскрывая её авторства, и признал, что в сочинителе «что-то есть». Эти слова побудили юного поэта к написанию ещё ряда стихотворений, два из которых Плетнёв в 1838 году напечатал в журнале «Современник», редактором которого он был. Опубликованы они были за подписью «…..въ». Дебютными стихотворениями стали «Вечер» и «К Венере Медицейской».
Первая публикация Тургенева появилась в 1836 году в «Журнале Министерства народного просвещения», где он опубликовал обстоятельную рецензию «О путешествии ко святым местам» А. Н. Муравьёва. К 1837 году им было написано уже около ста небольших стихотворений и несколько поэм (неоконченная «Повесть старика», «Штиль на море», «Фантасмагория в лунную ночь», «Сон»).

### После окончания университета. За границей
В 1836 году Тургенев окончил Петербургский университет со степенью действительного студента (к тому времени по новому университетскому уставу курс, который он окончил назывался — 1-е отделение философского факультета). Мечтая о научной деятельности, в следующем году он выдержал выпускной экзамен и получил степень кандидата. В 1838 году отправился в Германию, где поселился в Берлине и всерьёз взялся за учёбу. В Берлинском университете посещал лекции по истории римской и греческой литературы, а дома занимался грамматикой древнегреческого и латинского языка. Знание древних языков позволило ему свободно читать античных классиков. Во время учёбы он подружился с русским литератором и мыслителем Н. В. Станкевичем, который оказал на него заметное влияние. Тургенев посещал лекции гегельянцев, заинтересовался немецким идеализмом с его учением о мировом развитии, об «абсолютном духе» и о высоком призвании философа и поэта. Вообще весь уклад западноевропейской жизни произвёл на Тургенева сильное впечатление. Молодой студент пришёл к выводу, что только усвоение основных начал общечеловеческой культуры может вывести Россию из того мрака, в который она погружена. В этом смысле он стал убеждённым «западником».
В 1830—1850-х годах сформировался обширный круг литературных знакомств писателя. Ещё в 1837 году произошли мимолётные встречи с А. С. Пушкиным. Тогда же Тургенев познакомился с В. А. Жуковским, А. В. Никитенко, А. В. Кольцовым, чуть позже — с М. Ю. Лермонтовым. С Лермонтовым у Тургенева было всего несколько встреч, которые не привели к тесному знакомству, но творчество Лермонтова оказало на него определённое влияние. Он постарался усвоить ритм и строфику, стилистику и синтаксические особенности поэзии Лермонтова. Так, стихотворение «Старый помещик» (1841) местами по форме близко к «Завещанию» Лермонтова, в «Балладе» (1841) чувствуется воздействие «Песни про купца Калашникова». Но наиболее ощутима связь с творчеством Лермонтова в стихотворении «Исповедь» (1845), обличительный пафос которого сближает Тургенева с лермонтовским стихотворением «Дума».
В мае 1839 года старый дом в Спасском сгорел, и Тургенев вернулся на родину, но уже в 1840 году вновь уехал за границу, посетив Германию, Италию и Австрию. Под впечатлением от встречи с девушкой во Франкфурте-на-Майне Тургенев позднее написал повесть «Вешние воды». В 1841 году Тургенев вернулся в Лутовиново.

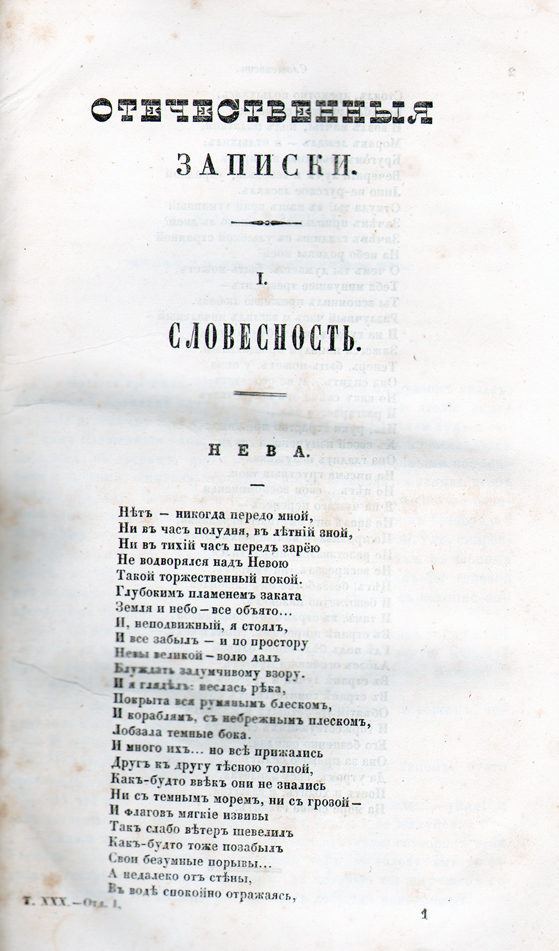
Стихи Тургенева на видном месте в известном журнале, 1843, № 9

В начале 1842 года он подал в Московский университет просьбу о допуске к экзамену на степень магистра философии, однако в то время штатного профессора философии в университете не было и его просьбу отклонили. Не устроившись в Москве, Тургенев удовлетворительно выдержал экзамен на степень магистра по греческой и латинской филологии на латинском языке в Петербургском университете и написал диссертацию для словесного факультета. К этому времени тяга к научной деятельности у Тургенева остыла, и его всё более стало привлекать литературное творчество. Отказавшись от защиты диссертации, он прослужил до 1844 года в чине коллежского секретаря в Министерстве внутренних дел.
В 1843 году Тургенев написал поэму «Параша». Не очень надеясь на положительный отзыв, он всё же отнёс экземпляр В. Г. Белинскому, который высоко оценил поэму, через два месяца опубликовав свой отзыв в «Отечественных записках». С этого времени началось их знакомство, которое в дальнейшем переросло в крепкую дружбу; Тургенев был крёстным у сына Белинского — Владимира. Поэма вышла весной 1843 года отдельной книгой под инициалами «Т. Л.» (Тургенев-Лутовинов). В 1840-х годах, помимо Плетнёва и Белинского, Тургенев встречался с А. А. Фетом.
В ноябре 1843 года Тургенев написал стихотворение «В дороге (Утро туманное)», положенное в разные годы на музыку несколькими композиторами, в том числе А. Ф. Гедике и Г. Л. Катуаром. Наиболее известна, однако, романсовая версия, публиковавшаяся первоначально за подписью «Музыка Абаза»; принадлежность её В. В. Абазе, Э. А. Абазе или Ю. Ф. Абаза окончательно не установлена. После публикации стихотворение было воспринято как отражение любви Тургенева к Полине Виардо, с которой он встретился в это время.
В 1844 году была написана поэма «Поп», которую сам писатель характеризовал скорее как забаву, лишённую каких-либо «глубоких и значительных идей». Тем не менее поэма привлекла общественный интерес своей антиклерикальной направленностью. Поэма была урезана российской цензурой, зато целиком печаталась за границей.
В 1846 году вышли повести «Бретёр» и «Три портрета». В «Бретёре», ставшем второй повестью Тургенева, писатель попытался представить борьбу между лермонтовским влиянием и стремлением дискредитировать позёрство. Сюжет для его третьей повести, «Три портрета», был почерпнут из семейной хроники Лутовиновых.

### Расцвет творчества

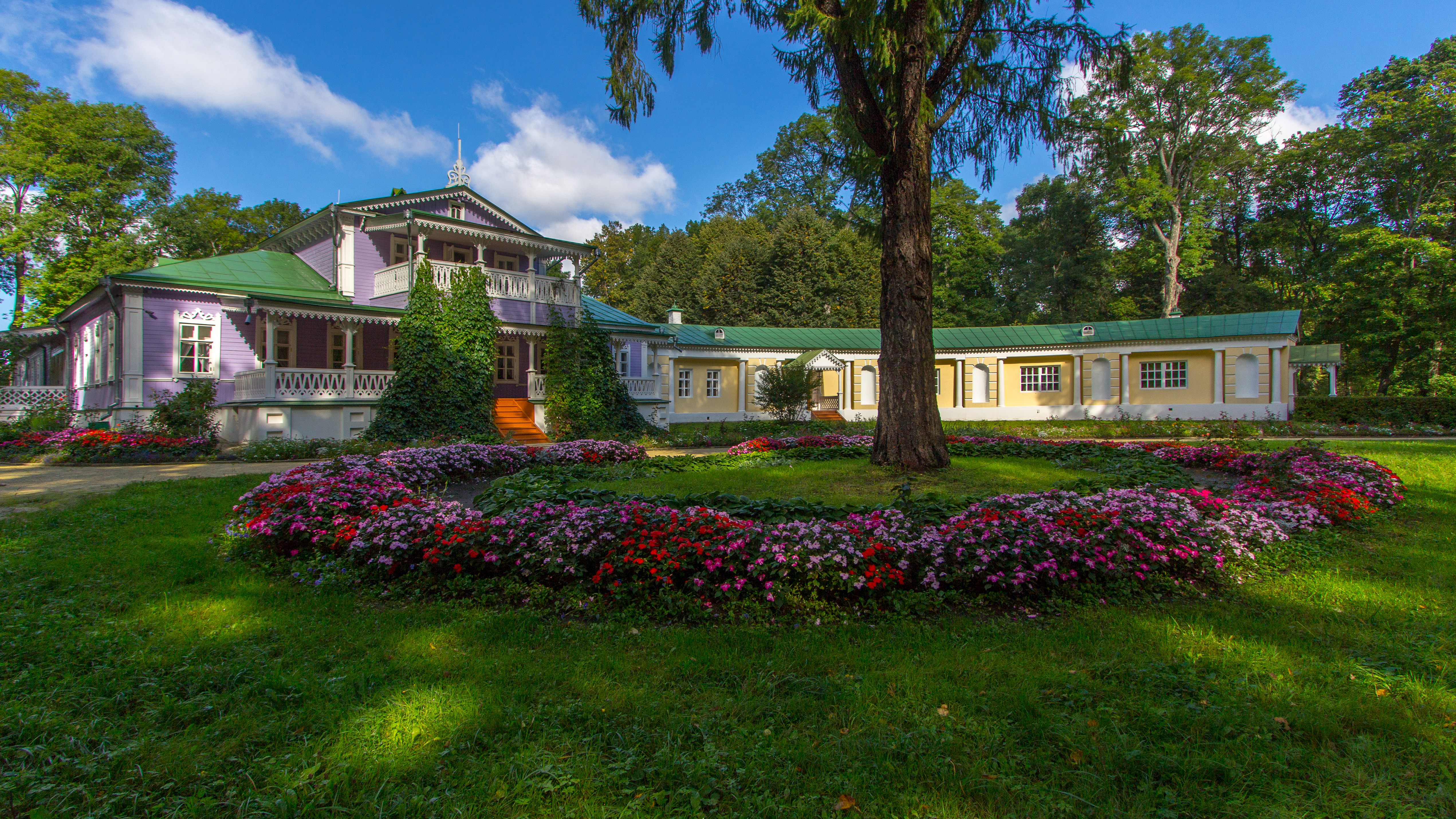
Спасское-Лутовиново, усадьба Тургеневых

С 1847 года Иван Тургенев участвовал в преобразованном «Современнике», где сблизился с Н. А. Некрасовым и П. В. Анненковым. В журнале был опубликован его первый фельетон «Современные заметки», начали публиковать первые главы «Записок охотника». В первом же номере «Современника» вышел рассказ «Хорь и Калиныч», открывший бесчисленные издания знаменитой книги. Подзаголовок «Из записок охотника» прибавил редактор И. И. Панаев, чтобы привлечь к рассказу внимание читателей. Успех рассказа оказался огромным, и это навело Тургенева на мысль написать ряд других таких же рассказов. По словам Тургенева, «Записки охотника» были выполнением его Ганнибаловой клятвы бороться до конца с врагом, которого он возненавидел с детства. «Враг этот имел определённый образ, носил известное имя: враг этот был — крепостное право». Для осуществления своего намерения Тургенев решил уехать из России. «Я не мог, — писал Тургенев, — дышать одним воздухом, оставаться рядом с тем, что я возненавидел. Мне необходимо нужно было удалиться от моего врага затем, чтобы из самой моей дали сильнее напасть на него».
В 1847 году Тургенев с Белинским уехал за границу и в 1848 году жил в Париже, где стал свидетелем революционных событий. Как очевидец убийства заложников, множества атак, строительства и падения баррикад февральской французской революции, он навсегда вынес глубокое отвращение к революциям вообще. Чуть позже Тургенев сблизился с А. И. Герценом, влюбился в жену Огарёва Н. А. Тучкову.

### Драматургия

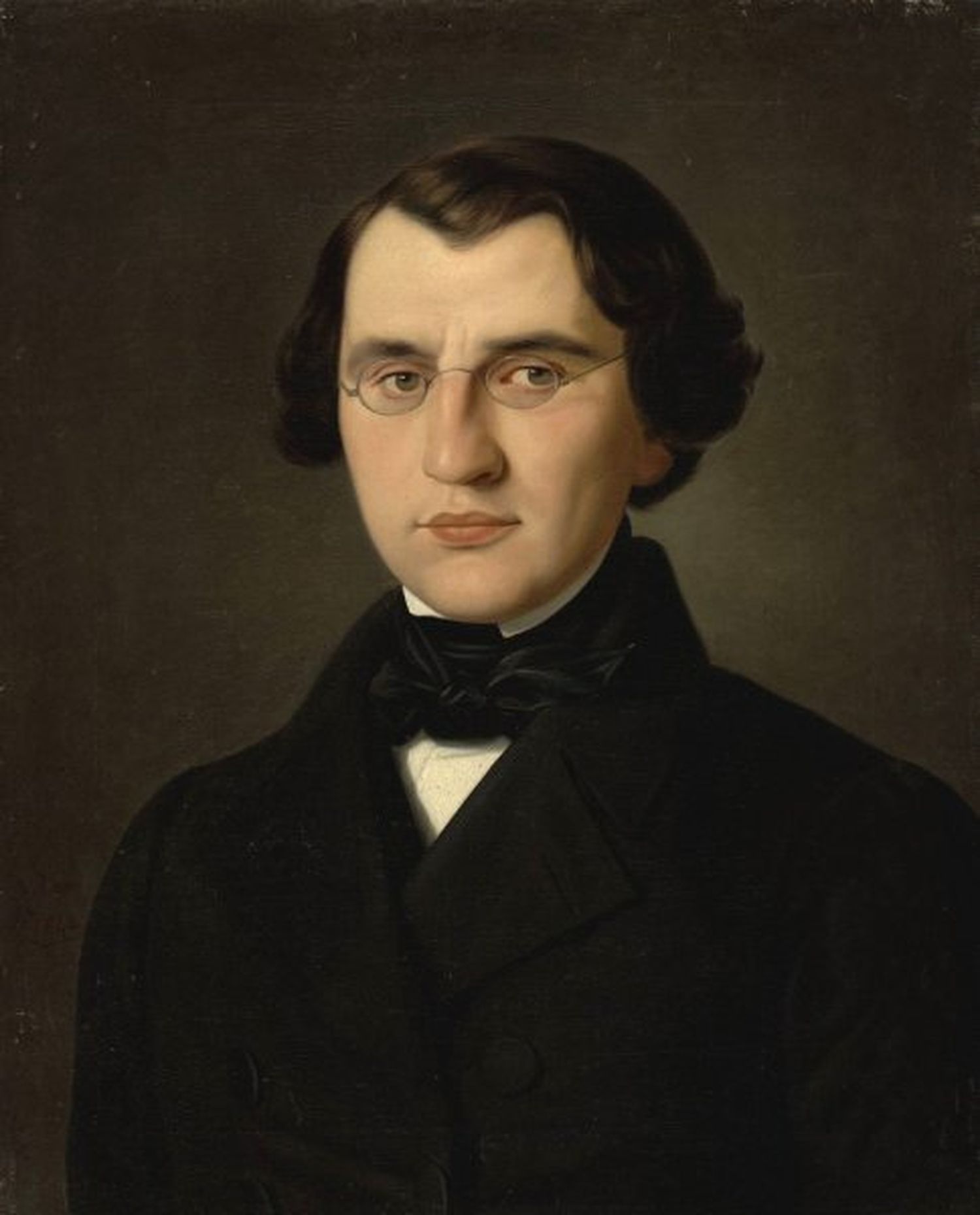
Портрет Ивана Тургенева кисти Эжена Луи Лами, 1843—1844

Конец 1840-х — начало 1850-х годов стали временем наиболее интенсивной деятельности Тургенева в области драматургии и временем размышлений над вопросами истории и теории драмы. В 1848 году он написал такие пьесы, как «Где тонко, там и рвётся» и «Нахлебник», в 1849-м — «Завтрак у предводителя» и «Холостяк», в 1850-м — «Месяц в деревне», в 1851-м — «Провинциалка». Из них «Нахлебник», «Холостяк», «Провинциалка» и «Месяц в деревне» пользовались успехом благодаря прекрасным постановкам на сцене. Особенно ему был дорог успех «Холостяка», ставший возможным во многом благодаря исполнительскому мастерству А. Е. Мартынова, сыгравшего в четырёх его пьесах. Свои взгляды на положение русского театра и задачи драматургии Тургенев сформулировал ещё в 1846 году. Он считал, что кризис театрального репертуара, наблюдавшийся в то время, мог быть преодолён усилиями писателей, приверженных гоголевскому драматургизму. К последователям Гоголя-драматурга Тургенев причислял и себя.
Для освоения литературных приёмов драматургии писатель работал также над переводами Байрона и Шекспира. При этом он не пытался копировать драматургические приёмы Шекспира, он лишь интерпретировал его образы, а все попытки его современников-драматургов использовать творчество Шекспира в качестве образца для подражания, заимствовать его театральные приёмы вызывали у Тургенева лишь раздражение. В 1847 году он писал: «Тень Шекспира тяготеет над всеми драматическими писателями, они не могут отделаться от воспоминаний; слишком много эти несчастные читали и слишком мало жили».

### 1850-е годы

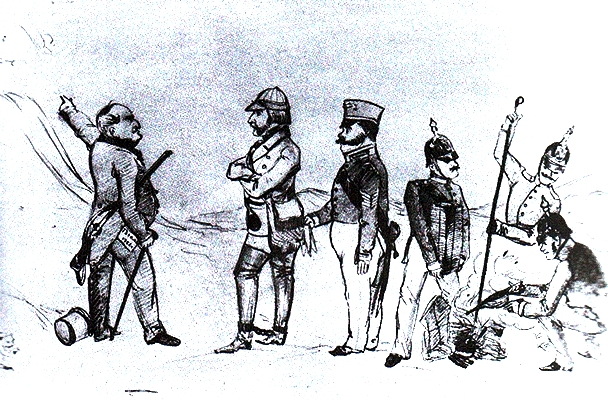
Сжигание «Записок охотника», карикатура Л. Н. Вакселя. 1852. Писатель в охотничьем костюме, с кандалами на ногах. Мусин-Пушкин показывает на острог, у него отобранные рукописи и ружьё Тургенева. За спиной Тургенева — костёр с рукописями. В левом нижнем углу — кошка, сжимающая в лапах соловья

В 1850 году Тургенев вернулся в Россию, однако с матерью, умершей в том же году, он так и не увиделся. Вместе с братом Николаем он разделил крупное состояние матери и, по возможности, постарался облегчить тяготы доставшихся ему крестьян.
В 1850—1852 годах жил то в России, то за границей, виделся с Н. В. Гоголем. После смерти Гоголя Тургенев написал некролог, который петербургская цензура не пропустила. Причиной её недовольства стало то, что, как выразился председатель Петербургского цензурного комитета М. Н. Мусин-Пушкин, «о таком писателе преступно отзываться столь восторженно». Тогда Иван Сергеевич отослал статью в Москву В. П. Боткину, который напечатал её в «Московских ведомостях». Власти усмотрели в тексте бунт, и автора водворили на съезжую, где он провёл месяц. 18 мая 1852 года Тургенева выслали в его родную деревню, и только благодаря хлопотам графа А. К. Толстого через два года писатель вновь получил право жить в столицах.
Существует мнение, что истинной причиной ссылки был не некролог Гоголю, а чрезмерный радикализм взглядов Тургенева, проявившийся в симпатиях к Белинскому, подозрительно частых поездках за границу, сочувственных рассказах о крепостных крестьянах, хвалебный отзыв эмигранта-Герцена о Тургеневе. К тому же необходимо учитывать предупреждение В. П. Боткина Тургеневу в письме 10 марта, чтобы он был осторожен в своих письмах, ссылаясь на сторонних передатчиков совета быть осмотрительнее (указанное письмо Тургенева полностью неизвестно, но его выдержка — по копии в деле III Отделения — содержит резкий отзыв о М. Н. Мусине-Пушкине). Восторженный тон статьи о Гоголе лишь переполнил чашу жандармского терпения, став внешним поводом для наказания, смысл которого обдумывался властями заранее. Тургенев опасался, что его арест и ссылка станут помехой выходу в свет первого издания «Записок охотника», но его опасения не оправдались — в августе 1852 года книга прошла цензуру и вышла в свет.
Однако цензор В. В. Львов, пропустивший в печать «Записки охотника», был по личному распоряжению Николая I уволен со службы с лишением пенсии («Высочайшее прощение» последовало 6 декабря 1853 года). Российская цензура наложила запрет также на повторное издание «Записок охотника», объясняя этот шаг тем, что Тургенев, с одной стороны, опоэтизировал крепостных крестьян, а с другой стороны, изобразил, «что крестьяне эти находятся в угнетении, что помещики ведут себя неприлично и противозаконно… наконец, что крестьянину жить на свободе привольнее».

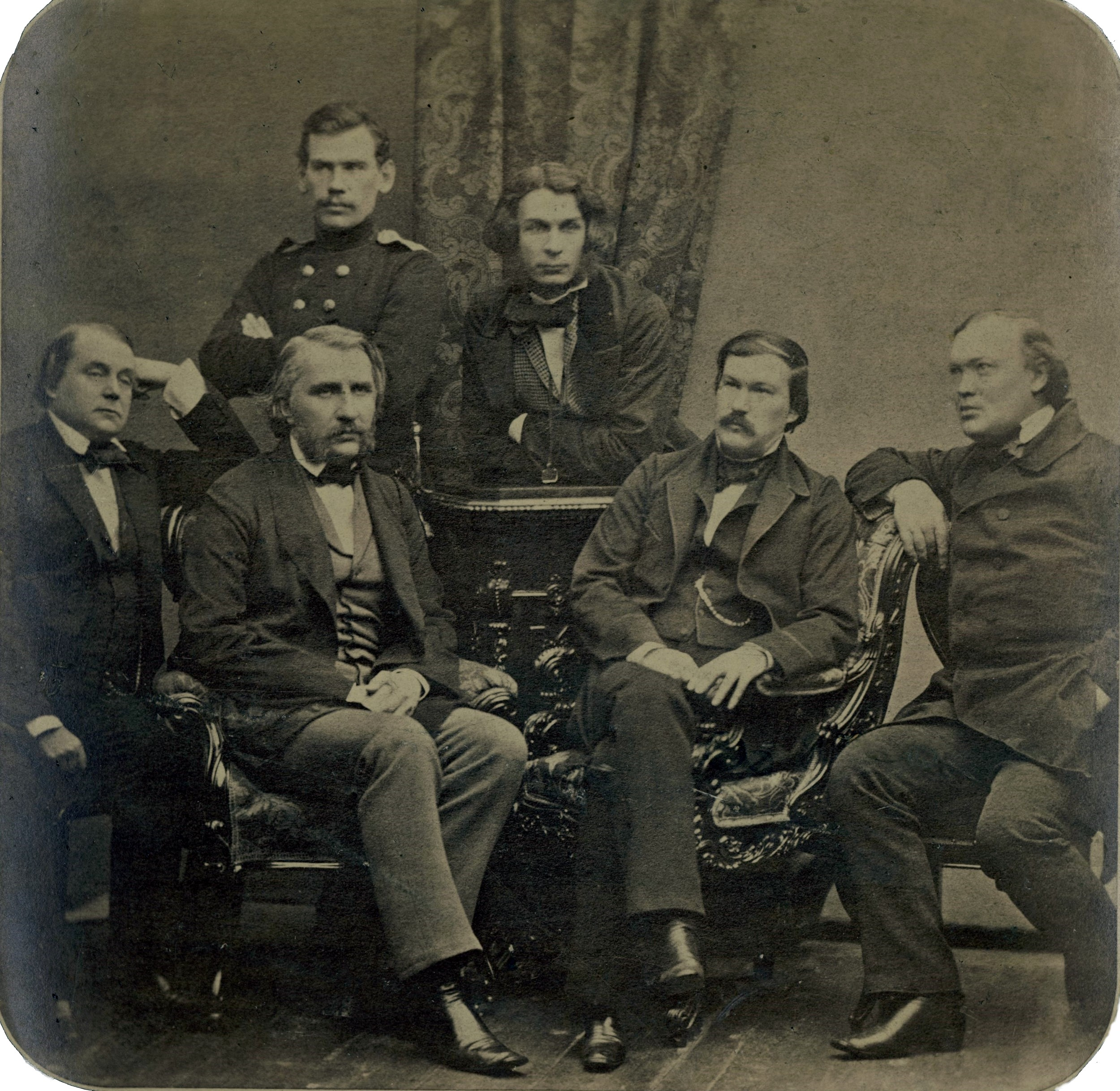
Сотрудники журнала «Современник». Верхний ряд: Л. Н. Толстой, Д. В. Григорович; нижний ряд: И. А. Гончаров, И. С. Тургенев, А. В. Дружинин, А. Н. Островский. Фото С. Л. Левицкого, 15 февраля 1856 года

Во время ссылки в Спасском Тургенев ездил на охоту, читал книги, писал повести, играл в шахматы, слушал бетховенского «Кориолана» в исполнении А. П. Тютчевой с сестрой, проживавших в то время в Спасском, и время от времени подвергался наездам станового пристава.
В 1852 году, ещё находясь в ссылке в Спасском-Лутовинове, написал ставший хрестоматийным рассказ «Муму». Большая часть «Записок охотника» создана писателем в Германии. «Записки охотника» в 1854 году были выпущены в Париже отдельным изданием, хотя в начале Крымской войны эта публикация носила характер антирусской пропаганды, и Тургенев вынужден был публично выразить свой протест против недоброкачественного французского перевода Эрнеста Шаррьера. После смерти Николая I одно за другим были опубликованы четыре из наиболее значительных произведений писателя: «Рудин» (1856), «Дворянское гнездо» (1859), «Накануне» (1860) и «Отцы и дети» (1862). Первые два были опубликованы в некрасовском «Современнике», два других — в «Русском вестнике» М. Н. Каткова.
Сотрудники «Современника» И. С. Тургенев, Н. А. Некрасов, И. И. Панаев, М. Н. Лонгинов, В. П. Гаевский, Д. В. Григорович собирались иногда в кружке «чернокнижников», организованном А. В. Дружининым. Юмористические импровизации «чернокнижников» порой выходили за рамки цензуры, так что издавать их приходилось за границей. Позднее Тургенев принял участие в деятельности «Общества для пособия нуждающимся литераторам и учёным» (Литературный фонд), основанного по инициативе того же А. В. Дружинина. С конца 1856 года писатель сотрудничал с журналом «Библиотека для чтения», выходившим под редакцией А. В. Дружинина. Но его редакторство не принесло ожидаемого успеха изданию, и Тургенев, надеявшийся в 1856 году на близкий журнальный успех, в 1861 году называл «Библиотеку», редактируемую к тому времени А. Ф. Писемским, «глухой дырой».
Осенью 1855 года круг друзей Тургенева пополнился Львом Толстым. В сентябре того же года в «Современнике» был опубликован рассказ Толстого «Рубка леса» с посвящением И. С. Тургеневу.

### 1860-е
Тургенев принял горячее участие в обсуждении готовившейся Крестьянской реформы, участвовал в разработке различных коллективных писем, проектов адресов на имя государя Александра II, протестов и прочее. С первых месяцев издания герценовского «Колокола» Тургенев был его деятельным сотрудником. Сам он в «Колоколе» не писал, но помогал в сборе материалов и их подготовке к печати. Не менее важная роль Тургенева состояла в посредничестве между А. И. Герценом и теми корреспондентами из России, кто по различным причинам не хотел быть в прямых отношениях с опальным лондонским эмигрантом. Кроме того, Тургенев направлял Герцену подробные обзорные письма, информация из которых без подписи автора также публиковалась в «Колоколе». При этом Тургенев всякий раз выступал против резкого тона герценовских материалов и излишней критики правительственных решений: «Не брани, пожалуйста, Александра Николаевича, — а то его и без того жестоко бранят в Петербурге все реаки, — за что же его эдак с двух сторон тузить, — эдак он, пожалуй, и дух потеряет».
В 1860 году в «Современнике» вышла статья Н. А. Добролюбова «Когда же придёт настоящий день?», в которой критик весьма лестно отозвался о новом романе «Накануне» и творчестве Тургенева вообще. Тем не менее Тургенева не устроили далеко идущие выводы Добролюбова, сделанные им по прочтении романа. Добролюбов поставил в связь замысел тургеневского произведения с событиями приближавшегося революционного преобразования России, с чем либерал Тургенев примириться никак не мог. Добролюбов писал: «Тогда и в литературе явится полный, резко и живо очерченный, образ русского Инсарова. И не долго нам ждать его: за это ручается то лихорадочное мучительное нетерпение, с которым мы ожидаем его появления в жизни. <…> Придёт же он, наконец, этот день! И, во всяком случае, канун недалёк от следующего за ним дня: всего-то какая-нибудь ночь разделяет их!…» Писатель поставил Н. А. Некрасову ультиматум: или он, Тургенев, или Добролюбов. Некрасов предпочёл Добролюбова. После этого Тургенев ушёл из «Современника» и перестал общаться с Некрасовым, а впоследствии Добролюбов стал одним из прототипов образа Базарова в романе «Отцы и дети».
Конфликт с Добролюбовым, однако, был не единственной причиной, по которой писатель мог порвать с журналом и с Некрасовым, ранее близким другом и доверенным лицом. Принцип реальной критики, которому следовали Чернышевский и Добролюбов, требовал отношения к искусству как к суррогату жизни, а продукт творчества — художественное произведение — предлагал рассматривать как иллюстрацию к тезису общественной мысли. Противоположные убеждения Тургенева выражены в его повести «Довольно. Из отрывок умершего художника» (1862, опубл. 1865): «Но искусство?.. красота?.. Да, это сильные слова; они, пожалуй, сильнее других, мною выше упомянутых слов. Венера Милосская, пожалуй, несомненнее римского права или принципов 89-го года. <…> Искусство, в данный миг, пожалуй, сильнее самой природы, потому что в ней нет ни симфонии Бетховена, ни картины Рюисдаля, ни поэмы Гёте, — и одни лишь тупые педанты или недобросовестные болтуны могут ещё толковать об искусстве как о подражании природе». Поэтому разногласие из-за статьи и полномочий молодого критика имело под собой более крупное, принципиальное разногласие, касающееся приоритетной ценности искусства, базовой ценности писателя, которая — как мог сделать вывод Тургенев из позиции редактора «Современника» — перестала быть таковой для Некрасова.
Тургенев тяготел к кругу литераторов-западников, исповедовавших принципы «чистого искусства», противостоявшего тенденциозному творчеству революционеров-разночинцев: П. В. Анненкова, В. П. Боткина, Д. В. Григоровича, А. В. Дружинина. Недолгое время к этому кругу примыкал и Лев Толстой. Некоторое время Толстой жил на квартире Тургенева. После женитьбы Толстого на С. А. Берс Тургенев обрёл в Толстом близкого родственника, однако ещё до свадьбы, в мае 1861 года, когда оба прозаика находились в гостях у А. А. Фета в имении Степаново, между ними произошла серьёзная ссора, едва не закончившаяся дуэлью и испортившая отношения между писателями на долгие 17 лет. Какое-то время сложные отношения складывались у писателя и с самим Фетом, а также и с некоторыми другими современниками — Ф. М. Достоевским, И. А. Гончаровым.
В 1862 году начали осложняться хорошие отношения с былыми друзьями молодости Тургенева — А. И. Герценом и М. А. Бакуниным. С 1 июля 1862 года по 15 февраля 1863 года герценовский «Колокол» опубликовал цикл статей «Концы и начала» из восьми писем. Не называя адресата писем Тургенева, Герцен отстаивал своё понимание исторического развития России, которая, по его мысли, должна двигаться по пути крестьянского социализма. Герцен противопоставлял крестьянскую Россию буржуазной Западной Европе, чей революционный потенциал он считал уже исчерпанным. Тургенев возражал Герцену в частных письмах, настаивая на общности исторического развития для разных государств и народов.
В конце 1862 года Тургенев был привлечён к Процессу тридцати двух по делу о «лицах, обвиняемых в сношениях с лондонскими пропагандистами». После предписания властей о незамедлительной явке в сенат Тургенев решил написать письмо к государю, постаравшись убедить его в лояльности своих убеждений, «вполне независимых, но добросовестных». Допросные пункты он попросил выслать ему в Париж. В конце концов он вынужден был выехать в 1864 году в Россию на сенатский допрос, где сумел отвести от себя все подозрения. Сенат признал его невиновным. Обращение Тургенева лично к императору Александру II вызвало жёлчную реакцию Герцена в «Колоколе». Много позднее этот момент в отношениях двух писателей использовал В. И. Ленин для иллюстрации различия либеральных колебаний Тургенева и Герцена: «Когда либерал Тургенев написал частное письмо Александру II с уверением в своих верноподданнических чувствах и пожертвовал два золотых на солдат, раненных при усмирении польского восстания, „Колокол“ писал о „седовласой Магдалине (мужеского рода), писавшей государю, что она не знает сна, мучась, что государь не знает о постигнувшем её раскаянии“. И Тургенев сразу узнал себя». Но колебания Тургенева между царизмом и революционной демократией проявляли себя и иначе.

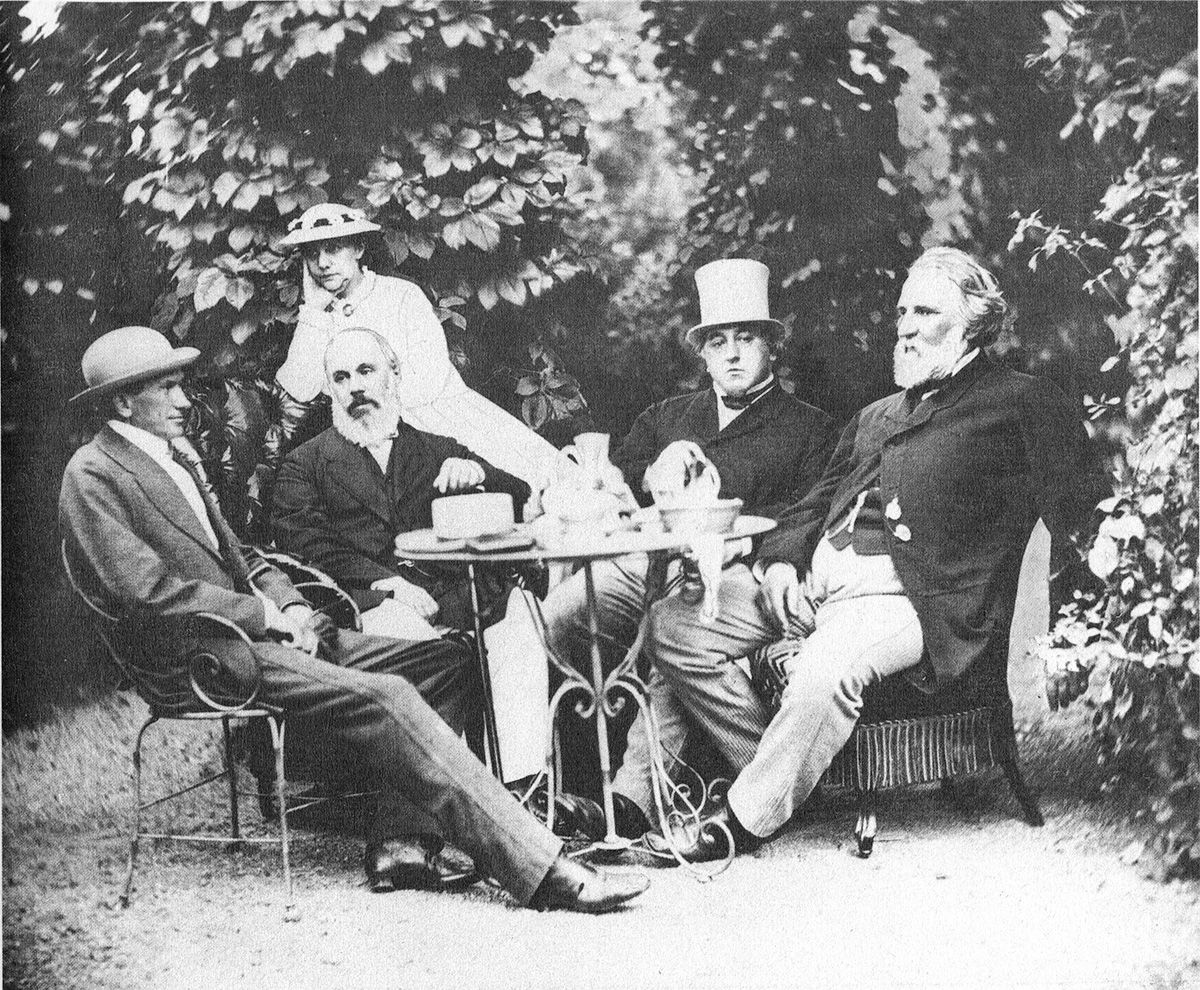
И. С. Тургенев на даче братьев Милютиных в Баден-Бадене, 1867 год

В 1863 году Тургенев поселился в Баден-Бадене. Писатель активно участвовал в культурной жизни Западной Европы, устанавливая знакомства с крупнейшими писателями Германии, Франции и Англии, пропагандируя русскую литературу за рубежом и знакомя русских читателей с лучшими произведениями современных ему западных авторов. В числе его знакомых или корреспондентов были Фридрих Боденштедт, Уильям Теккерей, Чарльз Диккенс, Генри Джеймс, Жорж Санд, Виктор Гюго, Шарль Сен-Бёв, Ипполит Тэн, Проспер Мериме, Эрнест Ренан, Теофиль Готье, Эдмон Гонкур, Эмиль Золя, Анатоль Франс, Ги де Мопассан, Альфонс Доде, Гюстав Флобер.
Несмотря на жизнь за границей, все мысли Тургенева по-прежнему были связаны с Россией. Он написал роман «Дым» (1867), вызвавший много споров в русском обществе. По словам автора, роман ругали все: «и красные, и белые, и сверху, и снизу, и сбоку — особенно сбоку».
В 1868 году Тургенев стал постоянным сотрудником либерального журнала «Вестник Европы» и разорвал связи с М. Н. Катковым. Разрыв не прошёл легко — писателя стали преследовать в «Русском вестнике» и в «Московских ведомостях». Нападки особенно ужесточились в конце 1870-х годов, когда по поводу оваций, выпавших на долю Тургенева, катковская газета уверяла, что писатель «кувыркается» перед прогрессивной молодёжью.

### 1870-е

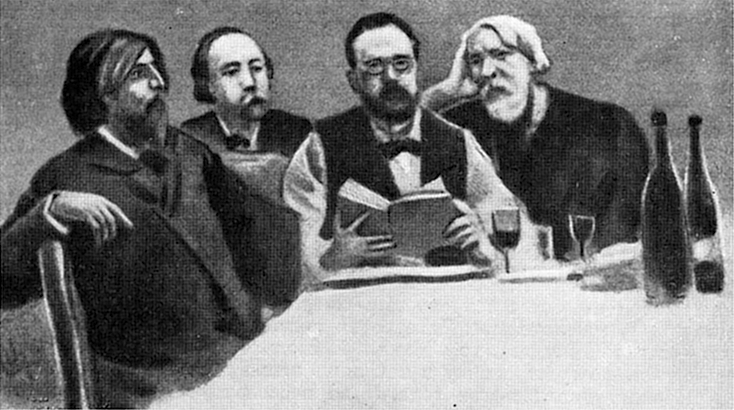
Застолье классиков. А. Доде, Г. Флобер, Э. Золя, И. С. Тургенев

С 1874 года в парижских ресторанах Риша или Пелле проходили знаменитые холостяцкие «обеды пяти» — Флобера, Эдмона Гонкура, Доде, Золя и Тургенева. Идея принадлежала Флоберу, но Тургеневу на них отводилась главная роль. Обеды проходили раз в месяц. На них поднимали разные темы — об особенностях литературы, о структуре французского языка, рассказывали байки и просто наслаждались вкусной пищей. Обеды проходили не только у парижских рестораторов, но и дома у самих писателей.

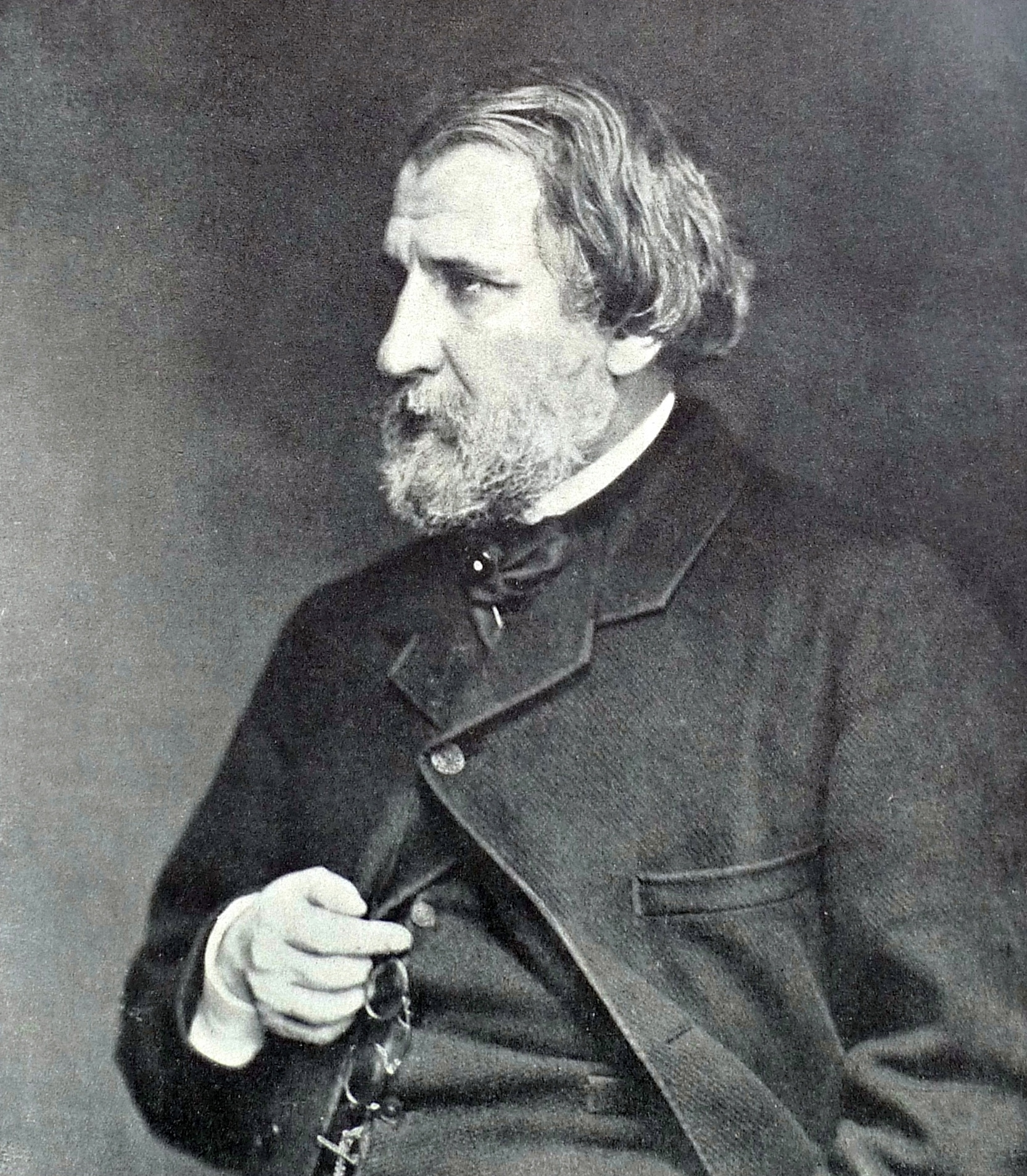
И. С. Тургенев, 1871 г.

И. С. Тургенев выступал как консультант и редактор зарубежных переводчиков русских писателей, писал предисловия и примечания к переводам русских писателей на европейские языки, а также к русским переводам произведений известных европейских писателей. Он переводил западных писателей на русский язык и русских писателей и поэтов на французский и немецкий языки. Так появились переводы произведений Флобера «Иродиада» и «Повесть о св. Юлиане Милостивом» для русских читателей и произведений Пушкина для французских читателей. На какое-то время Тургенев стал самым известным и самым читаемым русским автором в Европе, где критика причислила его к первым писателям века. В 1878 году на международном литературном конгрессе в Париже писатель был избран вице-президентом. 18 июня 1879 года его удостоили звания почётного доктора Оксфордского университета, при том что до него университет не оказывал такой чести ни одному беллетристу.
Плодом размышлений писателя 1870-х годов стал самый крупный по объёму из его романов — «Новь» (1877), который также подвергся критике. Так, например, М. Е. Салтыков-Щедрин расценивал этот роман как услугу самодержавию.
Тургенев дружил с министром просвещения А. В. Головниным, с братьями Милютиными (товарищем министра внутренних дел и военным министром), Н. И. Тургеневым, был близко знаком с министром финансов М. Х. Рейтерном. В конце 1870-х годов Тургенев теснее сошёлся с деятелями революционной эмиграции из России, в круг его знакомых входили П. Л. Лавров, П. А. Кропоткин, Г. А. Лопатин и многие другие. Среди прочих революционеров Германа Лопатина он ставил выше всех, преклоняясь перед его умом, отвагой и нравственной силой.
В апреле 1878 года Лев Толстой предложил Тургеневу забыть все бывшие между ними недоразумения, на что Тургенев с радостью согласился. Дружеские отношения и переписка возобновились. Тургенев объяснял значение современной русской литературы, в том числе творчества Толстого, западному читателю. В целом Иван Тургенев сыграл большую роль в пропаганде русской литературы за рубежом.
Однако Достоевский в романе «Бесы» изобразил Тургенева в виде «великого писателя Кармазинова» — крикливого, мелкого, исписавшегося и практически бездарного литератора, считающего себя гением и отсиживающегося за границей. Подобное отношение к Тургеневу вечно нуждавшегося Достоевского было вызвано в том числе обеспеченным положением Тургенева в его дворянском быту и самыми по тем временам высокими литературными гонорарами: «Тургеневу за его „Дворянское гнездо“ (я наконец прочёл. Чрезвычайно хорошо) сам Катков (у которого я прошу 100 руб. с листа) давал 4000 рублей, то есть по 400 рублей с листа. Друг мой! Я очень хорошо знаю, что я пишу хуже Тургенева, но ведь не слишком же хуже, и наконец, я надеюсь написать совсем не хуже. За что же я-то, с моими нуждами, беру только 100 руб., а Тургенев, у которого 2000 душ, по 400?»
Тургенев, не скрывая своей неприязни к Достоевскому, в письме М. Е. Салтыкову-Щедрину 1882 года (после смерти Достоевского) также не пощадил своего оппонента, назвав его «русским маркизом де Садом».
В 1880 году писатель принял участие в пушкинских торжествах, приуроченных к открытию первого памятника поэту в Москве, устроенных Обществом любителей российской словесности.

### Последние годы

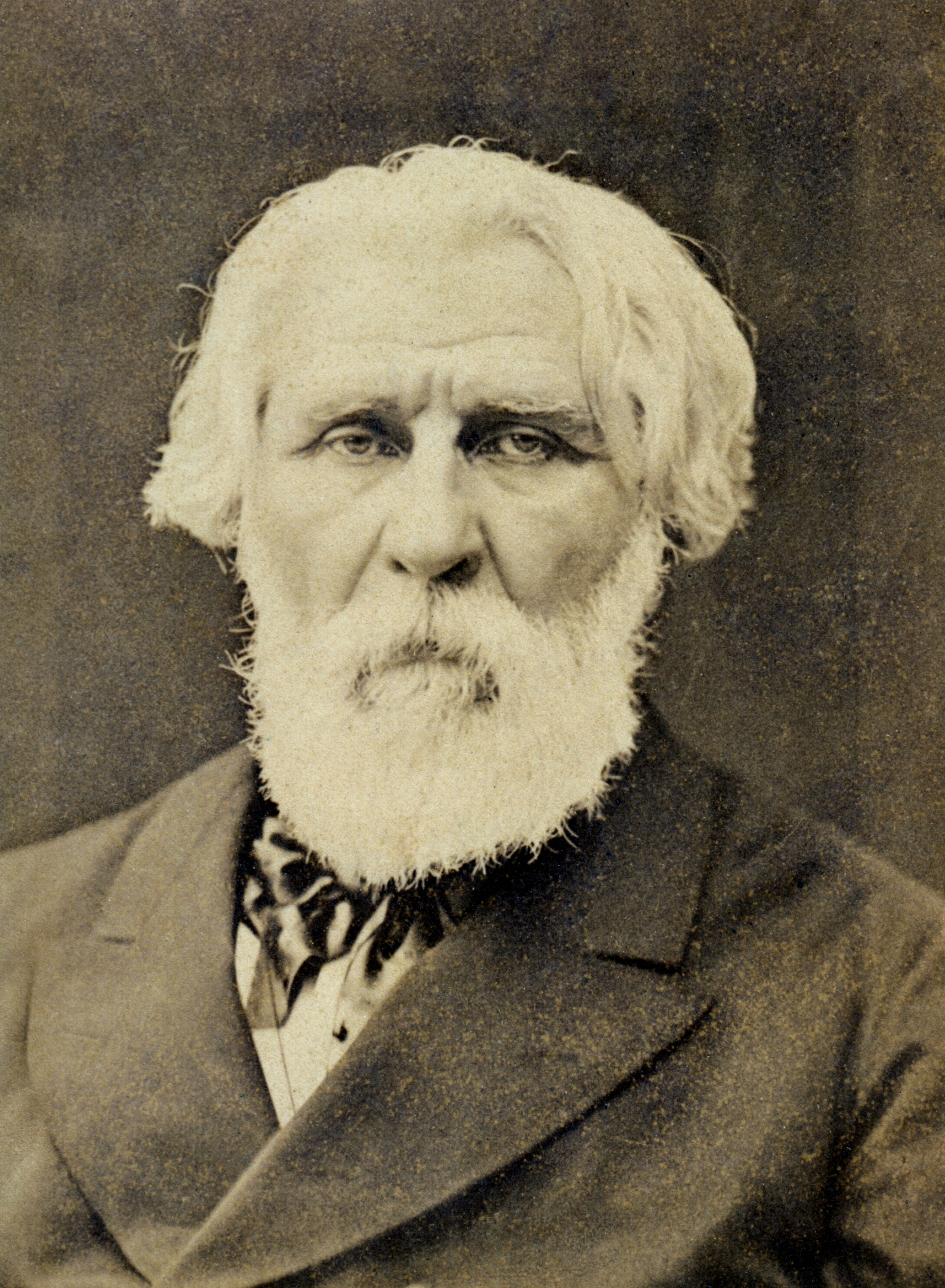
И. С. Тургенев в 1880 году

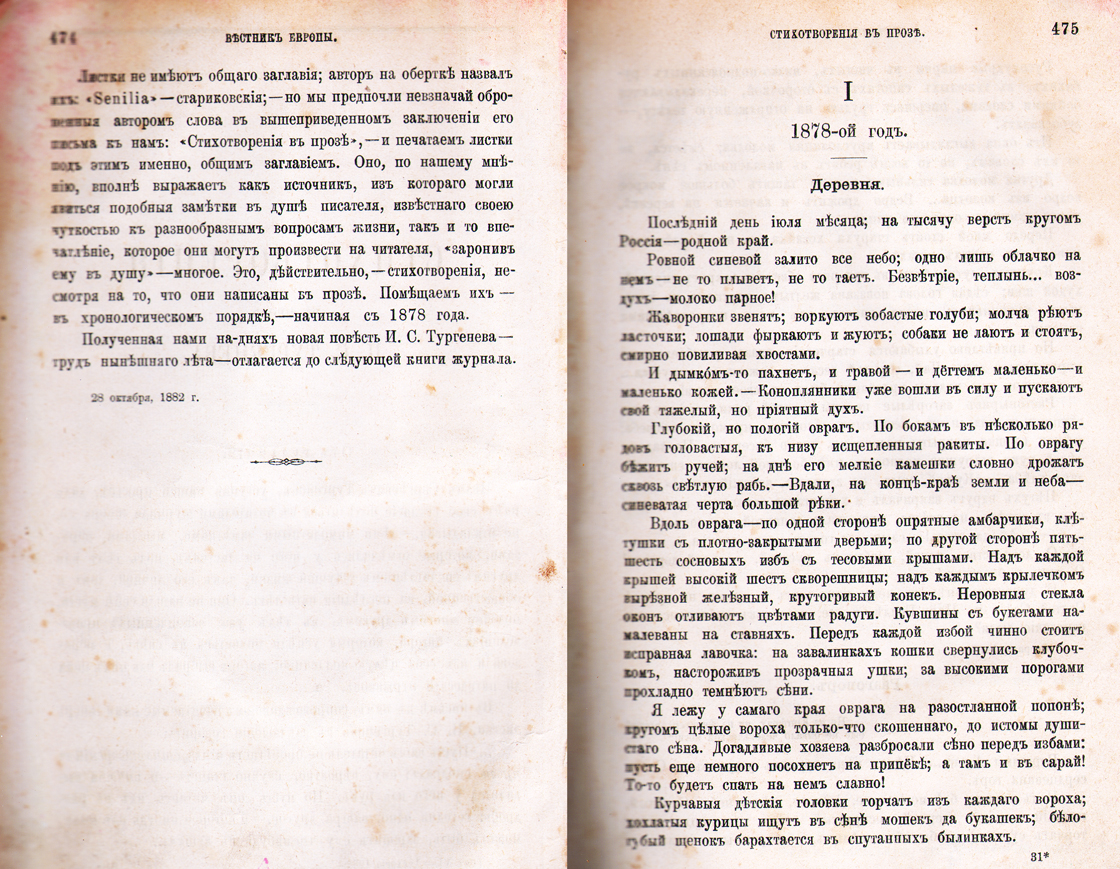
Стихотворения в прозе. «Вестник Европы», 1882, декабрь. Из редакционного вступления явствует, что это название журнальное, а не авторское

Последние годы жизни Тургенева стали для него вершиной славы как в России, где писатель вновь стал всеобщим любимцем, так и в Европе, где лучшие критики того времени (И. Тэн, Э. Ренан, Г. Брандес и др.) причислили его к первым писателям века. Его приезды в Россию в 1878—1881 годах стали настоящими триумфами. Тем тревожнее в 1882 году были вести о тяжёлом обострении его обычных подагрических болей. Весной 1882 года обнаружились и первые признаки заболевания, вскоре оказавшегося для Тургенева смертельным. При временном облегчении болей он продолжал работать и за несколько месяцев до кончины издал первую часть «Стихотворений в прозе» — цикл лирических миниатюр, который стал своеобразным его прощанием с жизнью, родиной и искусством. Книгу открывало стихотворение в прозе «Деревня», а завершал её «Русский язык» — лирический гимн, в который автор вложил свою веру в великое предназначение своей страны:

Во дни сомнений, во дни тягостных раздумий о судьбах моей родины, ты один мне поддержка и опора, о великий, могучий, правдивый и свободный русский язык!.. Не будь тебя — как не впасть в отчаяние при виде всего, что совершается дома. Но нельзя верить, чтобы такой язык не был дан великому народу!
Парижские врачи Шарко и Жакко поставили писателю диагноз — грудная жаба; вскоре к ней присоединилась межрёберная невралгия. Последний раз Тургенев был в Спасском-Лутовинове летом 1881 года. Зимы больной писатель проводил в Париже, а на лето его перевозили в Буживаль в имение Виардо.
К январю 1883 года боли усилились настолько, что он не мог спать без морфия. Ему сделали операцию по удалению невромы в нижней части брюшной полости, но операция помогла незначительно, поскольку никак не облегчала болей в грудной области позвоночника. Болезнь развивалась, март и апрель писатель так мучился, что окружающие начали замечать минутные помутнения рассудка, вызванные отчасти приёмами морфия. Писатель полностью осознавал свою близкую кончину и смирился с последствиями болезни, которая лишила его возможности ходить или просто стоять. Тем не менее, писатель продолжает работать и незадолго до смерти надиктовал Полине Виардо свой последний рассказ «Une fin» (с фр. — «Конец»).

### Смерть и похороны

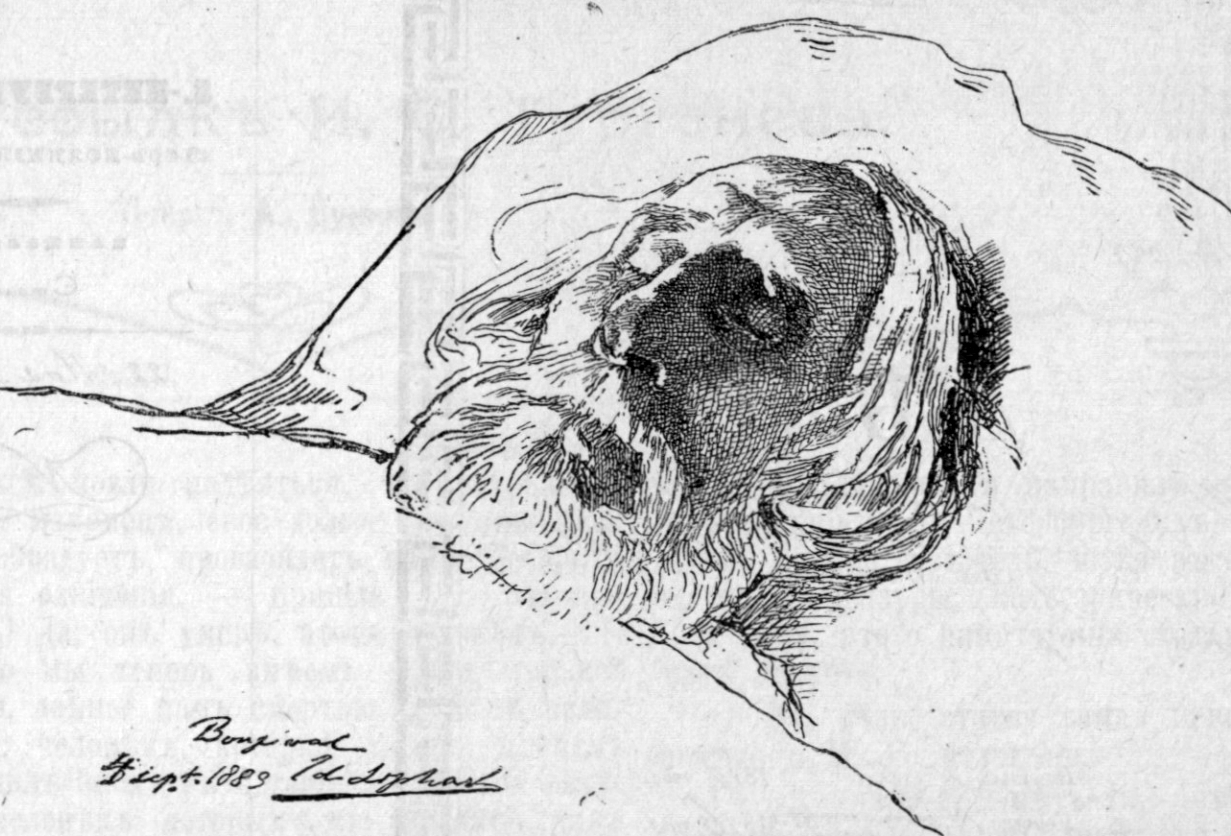
Иван Тургенев на смертном одре

Противостояние между «невообразимо мучительным недугом и невообразимо сильным организмом» (П. В. Анненков) завершилось 22 августа (3 сентября) 1883 года в Буживале под Парижем. Иван Сергеевич Тургенев скончался, согласно одной из версий, от миксосаркомы (злокачественной опухоли костей позвоночника), согласно другой — от рака Панкоста (рак верхней борозды лёгкого) с инвазией в позвоночник, на 65-м году жизни. Врач С. П. Боткин свидетельствовал, что истинная причина смерти была выяснена лишь после вскрытия, во время которого учёными-физиологами был также взвешен его мозг. Как оказалось, среди тех, чей мозг был взвешен, Иван Сергеевич Тургенев обладал самым большим мозгом (2012 граммов, что почти на 600 граммов больше среднего веса).

Смерть Тургенева стала большим потрясением для его почитателей, выразившимся в весьма внушительных похоронах. Похоронам предшествовали траурные торжества в Париже, в которых приняли участие свыше четырёхсот человек. Среди них было не менее ста французов: Эдмон Абу, Жюль Симон, Эмиль Ожье, Эмиль Золя, Альфонс Доде, Жюльетта Адан, артист Альфред Дьёдонэ, композитор Жюль Массне. К провожавшим обратился с прочувствованной речью Эрнест Ренан. В соответствии с волей покойного 27 сентября его тело было привезено в Петербург.

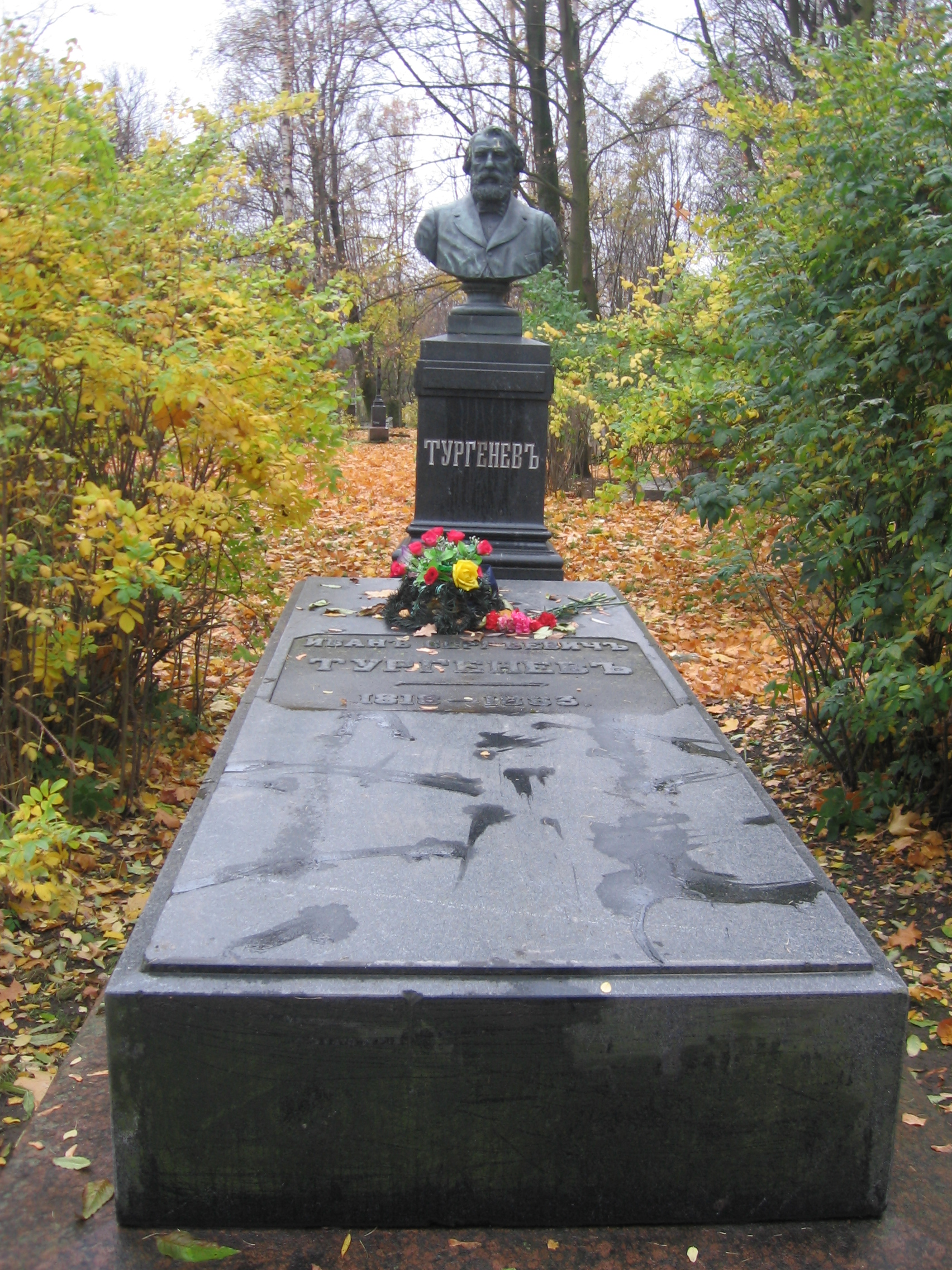
Надгробный бюст Тургенева на Волковском кладбище

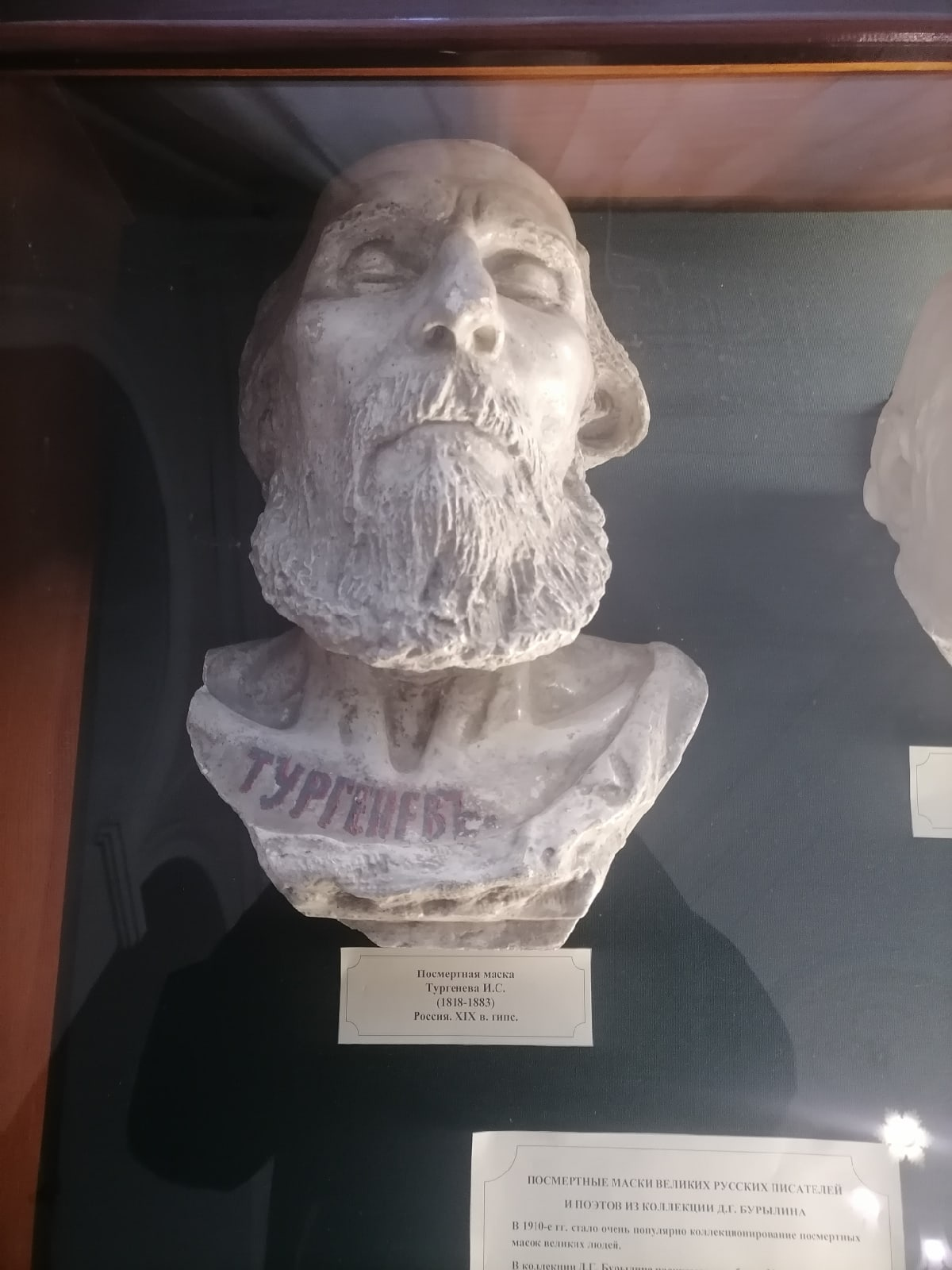
Посмертная маска И. С. Тургенева

Ещё от приграничной станции Вержболово на остановках служили панихиды. На перроне петербургского Варшавского вокзала произошла торжественная встреча гроба с телом писателя. Сенатор А. Ф. Кони так вспоминал о похоронах на Волковском кладбище:

Приём гроба в Петербурге и следование его на Волково кладбище представляли необычные зрелища по своей красоте, величавому характеру и полнейшему, добровольному и единодушному соблюдению порядка. Непрерывная цепь 176-ти депутаций от литературы, от газет и журналов, учёных, просветительных и учебных заведений, от земств, сибиряков, поляков и болгар заняла пространство в несколько вёрст, привлекая сочувственное и нередко растроганное внимание громадной публики, запрудившей тротуары, — несомыми депутациями изящными, великолепными венками и хоругвями с многозначительными надписями. Так, был венок «Автору „Муму“» от общества покровительства животным… венок с надписью «Любовь сильнее смерти» от педагогических женских курсов…— А. Ф. Кони, «Похороны Тургенева», Собрание сочинений в восьми томах. Т. 6. М., Юридическая литература, 1968. Стр. 385—386. 
Не обошлось и без недоразумений. На следующий день после отпевания тела Тургенева в соборе Александра Невского на улице Дарю в Париже 19 сентября известный народник-эмигрант П. Л. Лавров в парижской газете «Justice», редактируемой будущим левым премьер-министром Жоржем Клемансо, опубликовал письмо, в котором сообщал, что И. С. Тургенев по своей инициативе перечислял Лаврову ежегодно в течение трёх лет по 500 франков для содействия изданию революционной эмигрантской газеты «Вперёд».
Российские либералы были возмущены этой новостью, посчитав её провокацией. Консервативная печать в лице М. Н. Каткова, наоборот, воспользовалась сообщением Лаврова для посмертной травли Тургенева в «Русском вестнике» и «Московских ведомостях» с целью воспрепятствовать чествованию в России умершего писателя, чьё тело «без всякой огласки, с особой осмотрительностью» должно было прибыть в столицу из Парижа для погребения. Следование праха Тургенева очень беспокоило министра внутренних дел Д. А. Толстого, опасавшегося стихийных митингов. По словам редактора «Вестника Европы» М. М. Стасюлевича, сопровождавшего тело Тургенева, меры предосторожности, предпринятые чиновниками, были столь неуместны, как если бы он сопровождал Соловья-разбойника, а не тело великого писателя.

## Личная жизнь
Первым романтическим увлечением юного Тургенева была влюблённость в дочь княгини Шаховской — Екатерину (1815—1836), юную поэтессу. Имения их родителей в Подмосковье граничили, они часто обменивались визитами. Ему было 15, ей — 19. В письмах к сыну Варвара Тургенева называла Екатерину Шаховскую «поэткой» и «злодейкой», поскольку не устоял против чар молодой княжны и сам Сергей Николаевич, отец Ивана Тургенева, которому девушка ответила взаимностью, что разбило сердце будущего писателя. Эпизод намного позже, в 1860 году, отразился в повести «Первая любовь», в которой писатель наделил некоторыми чертами Кати Шаховской героиню повести Зинаиду Засекину.
«Вся моя жизнь пронизана женским началом. Ни книга, ни что-либо иное не может заменить мне женщину… Как это объяснить? Я полагаю, что только любовь вызывает такой расцвет всего существа, какого не может дать ничто другое. А вы как думаете? Послушайте-ка, в молодости у меня была любовница — мельничиха из окрестностей Санкт-Петербурга. Я встречался с ней, когда ездил на охоту. Она была прехорошенькая — блондинка с лучистыми глазами, какие встречаются у нас довольно часто. Она ничего не хотела от меня принимать. А однажды сказала: «Вы должны сделать мне подарок!» — «Чего ты хочешь?» — «Принесите мне мыло!» Я принёс ей мыло. Она взяла его и исчезла. Вернулась раскрасневшаяся и сказала, протягивая мне свои благоухающие руки: «Поцелуйте мои руки так, как вы целуете их дамам в петербургских гостиных!» Я бросился перед ней на колени… Нет мгновенья в моей жизни, которое могло бы сравниться с этим!» 
В 1841 году, во время своего возвращения в Лутовиново, Иван увлёкся белошвейкой Дуняшей (Авдотья Ермолаевна Иванова). Между молодыми завязался роман, который закончился беременностью девушки. Иван Сергеевич тут же изъявил желание на ней жениться. Однако его мать устроила по этому поводу серьёзный скандал, после чего он отправился в Петербург. Мать Тургенева, узнав о беременности Авдотьи, спешно выслала её в Москву к родителям, где 26 апреля 1842 года и родилась Пелагея. Дуняшу выдали замуж, дочь осталась в двусмысленном положении. Тургенев официально признал ребёнка лишь в 1857 году.

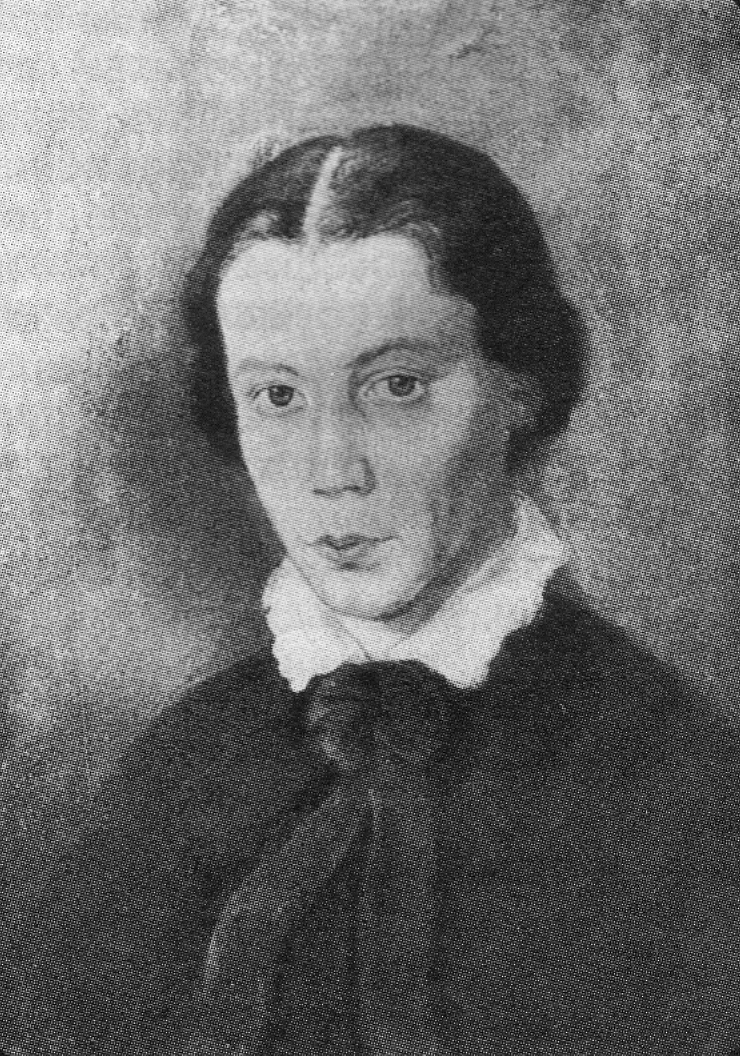
Татьяна Бакунина. Портрет работы Евдокии Бакуниной, середина XIX в.

Вскоре после эпизода с Авдотьей Ивановой Тургенев познакомился с Татьяной Бакуниной (1815—1871), сестрой будущего революционера-эмигранта М. А. Бакунина. Возвращаясь в Москву после своего пребывания в Спасском, он заехал в имение Бакуниных Прямухино. Зима 1841—1842 года прошла в тесном общении с кругом братьев и сестёр Бакуниных. В сестёр Михаила Бакунина, Любовь, Варвару и Александру, по очереди были влюблены все друзья Тургенева — Н. В. Станкевич, В. Г. Белинский и В. П. Боткин.
Татьяна была старше Ивана на три года. Как и все молодые Бакунины, она была увлечена немецкой философией и свои отношения с окружающими воспринимала сквозь призму идеалистической концепции Фихте. Она писала Тургеневу письма на немецком языке, полные пространных рассуждений и самоанализа, несмотря на то, что молодые люди жили в одном доме, и от Тургенева она также ожидала анализа мотивов собственных поступков и ответных чувств. «„Философский“ роман, — по замечанию Г. А. Бялого, — в перипетиях которого приняло живейшее участие всё младшее поколение премухинского гнезда, продолжался несколько месяцев». Татьяна была влюблена по-настоящему. Иван Сергеевич не остался совершенно равнодушен к разбуженной им любви. Он написал несколько стихотворений (поэма «Параша» также навеяна общением с Бакуниной) и рассказ, посвящённые этому возвышенно-идеальному, большей частью литературно-эпистолярному увлечению. Но ответить серьёзным чувством он не мог.
Среди других мимолётных увлечений писателя было ещё два, сыгравших определённую роль в его творчестве. В 1850-е годы вспыхнул скоротечный роман с дальней кузиной, восемнадцатилетней Ольгой Александровной Тургеневой. Влюблённость была взаимной, и писатель подумывал в 1854 году о женитьбе, перспектива которой одновременно его пугала. Ольга послужила позднее прототипом образа Татьяны в романе «Дым». Также нерешителен был Тургенев с Марией Николаевной Толстой. Иван Сергеевич писал о сестре Льва Толстого П. В. Анненкову: «Сестра его одно из привлекательнейших существ, какие мне только удавалось встретить. Мила, умна, проста — глаз бы не отвёл. На старости лет (мне четвёртого дня стукнуло 36 лет) — я едва ли не влюбился». Ради Тургенева двадцатичетырёхлетняя М. Н. Толстая уже ушла от мужа, внимание писателя к себе она приняла за подлинную любовь. Но Тургенев ограничился платоническим увлечением, а Мария Николаевна послужила ему прообразом Верочки из повести «Фауст».
Осенью 1843 года Тургенев впервые увидел Полину Виардо на сцене оперного театра, когда великая певица приехала на гастроли в Санкт-Петербург. Тургеневу было 25 лет, Виардо — 22 года. Затем на охоте он познакомился с мужем Полины — директором Итальянского театра в Париже, известным критиком и искусствоведом — Луи Виардо, а 1 ноября 1843 года он был представлен и самой Полине. Среди массы поклонников она особо не выделяла Тургенева, известного более как заядлого охотника, а не литератора. А когда её гастроли закончились, Тургенев вместе с семейством Виардо уехал в Париж против воли матери, ещё неизвестный Европе и без денег. И это несмотря на то, что все считали его человеком богатым. Но на этот раз его крайне стеснённое материальное положение объяснялось именно его несогласием с матерью, одной из самых богатых женщин России и владелицы огромной сельскохозяйственно-промышленной империи.
За привязанность к «проклятой цыганке» мать три года не давала ему денег. В эти годы образ его жизни мало напоминал сложившийся о нём стереотип жизни «богатого русского». В ноябре 1845 года он возвращается в Россию, а в январе 1847 года, узнав о гастролях Виардо в Германии, вновь покидает страну: он едет в Берлин, затем в Лондон, Париж, турне по Франции и опять в Санкт-Петербург. Не имея официального брака, Тургенев жил в семействе Виардо «на краю чужого гнезда», как говорил он сам. Полина Виардо воспитывала внебрачную дочь Тургенева. В начале 1860-х годов семья Виардо поселилась в Баден-Бадене, а с ними и Тургенев («Villa Tourgueneff»). Благодаря семейству Виардо и Ивану Тургеневу их вилла стала интереснейшим музыкально-артистическим центром. Война 1870 года вынудила семью Виардо покинуть Германию и переселиться в Париж, куда переехал и писатель.

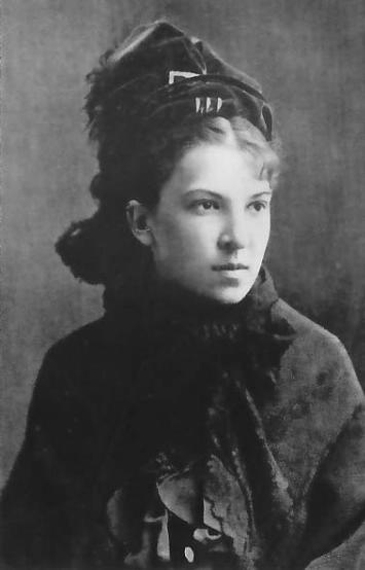
Мария Савина

Истинный характер отношений Полины Виардо и Тургенева до сих пор является предметом дискуссий. Существует мнение, что после того как Луи Виардо был парализован в результате инсульта, Полина и Тургенев фактически вступили в супружеские отношения. Луи Виардо был старше Полины на двадцать лет, он умер в один год с И. С. Тургеневым.
Последней любовью писателя стала актриса Александринского театра Мария Савина. Их встреча произошла в 1879 году, когда молодой актрисе было 25 лет, а Тургеневу 61 год. Актриса в то время играла роль Верочки в пьесе Тургенева «Месяц в деревне». Роль была настолько ярко сыграна, что сам писатель был изумлён. После этого выступления он прошёл к актрисе за кулисы с большим букетом роз и воскликнул: «Неужели эту Верочку я написал?!» Иван Тургенев влюбился в неё, в чём открыто признался. Редкость их встреч восполнялась регулярной перепиской, которая продолжалась четыре года. Несмотря на искренние отношения Тургенева, для Марии он был скорее хорошим другом. Замуж она собиралась за другого, однако брак так и не состоялся. Браку Савиной с Тургеневым также не суждено было сбыться — писатель умер в кругу семейства Виардо.

### Потомки

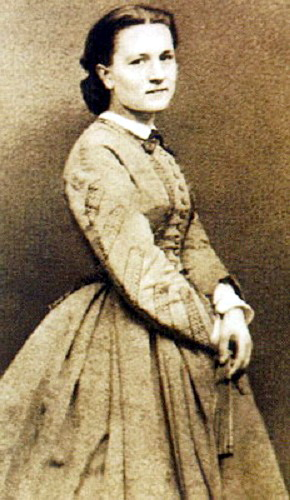
Тургенева Пелагея (Полина, Полинет) Ивановна. Фото Э. Каржа, 1870-е годы

Своей семьёй Тургенев так и не обзавёлся. Дочь писателя от белошвейки Авдотьи Ермолаевны Ивановой Пелагея Ивановна Тургенева, в замужестве Брюэр (1842—1919), с восьми лет воспитывалась в семье Полины Виардо во Франции, где Тургенев изменил её имя с Пелагеи на Полина (Полинет, Paulinette), что казалось ему более благозвучным. Во Францию Иван Сергеевич приехал лишь через шесть лет, когда его дочери уже исполнилось четырнадцать. Полинет почти забыла русский язык и говорила исключительно по-французски, что умиляло её отца. В то же время его огорчало то, что у девочки сложились непростые отношения с самой Виардо. Девочка неприязненно относилась к возлюбленной отца, и вскоре это привело к тому, что девочку отдали в частный пансион. Когда Тургенев в следующий раз приехал во Францию, он забрал дочь из пансиона, и они поселились вместе, а для Полинет была приглашена гувернантка из Англии Иннис.
В семнадцатилетнем возрасте Полинет познакомилась с молодым предпринимателем Гастоном Брюэром (1835—1885), который произвёл на Ивана Тургенева приятное впечатление, и тот дал согласие на брак дочери. В качестве приданого отец подарил немалую по тем временам сумму — 150 тысяч франков. Девушка вышла замуж за Брюэра, вскоре разорившегося, после чего Полинет при содействии отца скрывалась от мужа в Швейцарии. Поскольку наследницей Тургенева была Полина Виардо, дочь после его смерти оказалась в затруднительном материальном положении. Умерла в 1919 году в возрасте 76 лет от рака. Дети Полинет — Жорж-Альбер и Жанна — потомков не имели. Жорж-Альбер умер в 1924 году. Жанна Брюэр-Тургенева так и не вышла замуж; жила, зарабатывая на жизнь частными уроками, так как свободно владела пятью языками. Она даже пробовала себя в поэзии, писала стихи на французском. Умерла в 1952 году в возрасте 80 лет, а с ней оборвалась и родовая ветвь Тургеневых по линии Ивана Сергеевича.

### Увлечение охотой
И. С. Тургенев был в своё время одним из самых знаменитых в России охотников. Любовь к охоте будущему писателю привил его дядя Николай Тургенев, признанный в округе знаток лошадей и охотничьих собак, занимавшийся воспитанием мальчика во время его летних каникул в Спасском. Также обучал охотничьему делу будущего писателя А. И. Купфершмидт, которого Тургенев считал своим первым учителем. Благодаря ему Тургенев уже в юношеские годы мог назвать себя ружейным охотником. Даже мать Ивана, ранее смотревшая на охотников как на бездельников, прониклась увлечением сына. С годами увлечение переросло в страсть. Бывало, что он целыми сезонами не выпускал из рук ружья, исходил тысячи вёрст по многим губерниям центральной полосы России. Тургенев говорил, что охота вообще свойственна русскому человеку, и что русские люди с незапамятных времён любили охоту.
В 1837 году Тургенев познакомился с крестьянином-охотником Афанасием Алифановым, который в дальнейшем стал его частым спутником по охоте. Писатель его выкупил за тысячу рублей; тот поселился в лесу, в пяти верстах от Спасского. Афанасий был прекрасным рассказчиком, и Тургенев нередко приходил к нему посидеть за чашкой чая и послушать охотничьи истории. Рассказ «О соловьях» (1854) записан писателем со слов Алифанова. Именно Афанасий стал прототипом Ермолая из «Записок охотника». Он был известен своим талантом охотника также и в среде друзей писателя — А. А. Фета, И. П. Борисова. Когда в 1872 году Афанасий умер, Тургенев очень сожалел о старом товарище по охоте и просил своего управляющего оказать возможную помощь его дочери Анне.
В 1839 году мать писателя, описывая трагические последствия пожара, произошедшего в Спасском, не забывает сообщить: «ружьё твоё цело, а собака очумела». Случившийся пожар ускорил приезд Ивана Тургенева в Спасское. Летом 1839 года он впервые отправился на охоту в Телегинские болота (на границе Болховского и Орловского уездов), посетил Лебедянскую ярмарку, что нашло отражение в рассказе «Лебедянь» (1847). Варвара Петровна специально для него приобрела пять свор борзых, девять смычков гончих и лошадей с сёдлами.
Летом 1843 года Иван Сергеевич проживал на даче в Павловске и также много охотился. В этот год он и познакомился с Полиной Виардо. Писателя ей представили со словами: «Это молодой русский помещик. Славный охотник и плохой поэт». Муж актрисы Луи был, как и Тургенев, страстным охотником. Иван Сергеевич его не раз приглашал поохотиться в окрестностях Петербурга. Они неоднократно с друзьями выезжали на охоту в Новгородскую губернию и в Финляндию. А Полина Виардо подарила Тургеневу красивый и дорогой ягдташ.

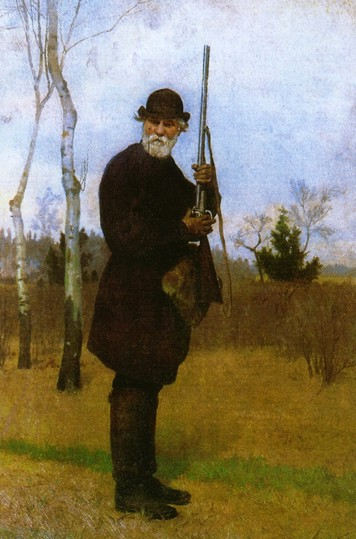
«И. С. Тургенев на охоте», (1879). Н. Д. Дмитриев-Оренбургский

В конце 1840-х годов писатель проживал за границей и работал над «Записками охотника». 1852—1853 годы писатель провёл в Спасском под надзором полиции. Но эта ссылка не угнетала его, так как в деревне вновь ждала охота, и вполне удачная. А на следующий год он отправился в охотничьи экспедиции за 150 вёрст от Спасского, где вместе с И. Ф. Юрасовым охотился на берегах Десны. Эта экспедиция послужила Тургеневу материалом для работы над повестью «Поездка в Полесье» (1857).
В августе 1854 года Тургенев вместе с Н. А. Некрасовым приехал на охоту в имение титулярного советника И. И. Маслова Осьмино, после чего оба продолжили охотиться в Спасском. В середине 1850-х годов Тургенев познакомился с семейством графов Толстых. Старший брат Л. Н. Толстого, Николай, также оказался заядлым охотником и вместе с Тургеневым совершил несколько охотничьих поездок по окрестностям Спасского и Никольско-Вяземского. Иногда их сопровождал муж М. Н. Толстой — Валериан Петрович; некоторые черты его характера отразились в образе Приимкова в повести «Фауст» (1855). Летом 1855 года Тургенев не охотился по причине эпидемии холеры, но в последующие сезоны постарался наверстать упущенное время. Вместе с Н. Н. Толстым писатель посетил Пирогово, имение С. Н. Толстого, предпочитавшего охотиться с борзыми и имевшего прекрасных лошадей и собак. Тургенев же предпочитал охотиться с ружьём и легавой собакой и преимущественно на пернатую дичь.
Тургенев содержал псарню из семидесяти гончих и шестидесяти борзых. Совместно с Н. Н. Толстым, А. А. Фетом и А. Т. Алифановым он совершил ряд охотничьих экспедиций по центральным российским губерниям. В 1860—1870 годы Тургенев преимущественно проживал за границей. Он пробовал и за границей воссоздать ритуалы и атмосферу русской охоты, но из всего этого получалось лишь отдалённое сходство даже тогда, когда ему совместно с Луи Виардо удавалось снять в аренду вполне приличные охотничьи угодья. Весной 1880 года посетив Спасское, Тургенев специально заехал в Ясную Поляну с целью уговорить Л. Н. Толстого принять участие в Пушкинских торжествах. Толстой отказался от приглашения, поскольку считал торжественные обеды и либеральные тосты перед лицом голодающего русского крестьянства неуместными. Тем не менее Тургенев осуществил свою давнюю мечту — поохотился вместе с Львом Толстым. Вокруг Тургенева даже сложился целый охотничий кружок — Н. А. Некрасов, А. А. Фет, А. Н. Островский, Н. Н. и Л. Н. Толстые, художник П. П. Соколов (иллюстратор «Записок охотника»). Кроме того ему доводилось охотиться вместе с немецким литератором Карлом Мюллером, а также с представителями царствующих домов России и Германии — великим князем Николаем Николаевичем и принцем Гессенским.
Иван Тургенев исходил с ружьём за плечами Орловскую, Тульскую, Тамбовскую, Курскую, Калужскую губернии. Он хорошо был знаком с лучшими охотничьими угодьями Англии, Франции, Германии. Им были написаны три специализированные работы, посвящённые охоте: «О записках ружейного охотника Оренбургской губернии С. Т. Аксакова», «Записки ружейного охотника Оренбургской губернии» и «Пятьдесят недостатков ружейного охотника или пятьдесят недостатков легавой собаки».
К концу жизни Иван Тургенев каялся на смертном одре в убийстве на охоте вальдшнепов, тетеревов, дупелей, уток, куропаток и других диких птиц.

### Увлечение шахматами
По воспоминаниям К. П. Ободовского (сына писателя П. Г. Ободовского), Тургенев «не был любителем ни вина, ни карт. Единственная игра, составлявшая его слабость, были шахматы».
Тургенев увлекался шахматами с детства. Серьёзно изучать игру начал во время учёбы в Московском университете. Первыми шахматными книгами Тургенева были учебник И. Альгайера (7-е издание, 1841 г.) и «Новый анализ начал шахматной игры» К. А. Яниша. Позже, во время ссылки в деревню (1852—1853 гг.), Тургенев изучил 2-е издание «Хандбуха» (вышло в 1852 г. под редакцией Т. Лазы). Также он начал выписывать основные европейские шахматные журналы. В это же время Тургенев сыграл много партий с братьями Е. Я. и Д. Я. Колбасиными, а также с писателем И. П. Борисовым, владельцем соседнего имения. Позже Е. Я. Колбасин стал одним из постоянных партнёров Тургенева. Также в 1850-е гг. Тургенев играл с А. К. Толстым, Я. П. Полонским, Н. Н. Толстым. Тургенев был «бесспорным шахматным лидером среди российских литераторов — его встречи с А. К. Толстым, Я. П. Полонским и другими неизменно заканчивались в пользу Тургенева». Единственным писателем, класс игры которого был сопоставим с уровнем игры Тургенева, был Л. Н. Толстой. В 1855 г. на квартире Н. А. Некрасова Тургенев и Толстой сыграли небольшой матч, завершившийся победой Тургенева со счётом 2 : 1. В 1858 г. во время пребывания в Риме Тургенев сыграл матч с сильнейшим шахматистом Италии С. Дюбуа. Дюбуа давал Тургеневу пешку и ход в качестве форы. Соревнование завершилось победой Дюбуа. Общее количество партий матча и его точный счёт неизвестны, но есть сведения, что Тургеневу удалось выиграть несколько партий. В 1861 г. в Париже был организован матч Тургенева с проживавшим во Франции польским шахматистом В. Мачуским. Мачуский в то время быстро прогрессировал и считался восходящей звездой. Первоначально предполагалось провести 11 партий, но после 6-го поединка соревнование было прервано при счёте 4 : 2 в пользу Мачуского. Единственная партия, которую выиграл Тургенев, неоднократно публиковалась в качестве иллюстрации высокого класса игры русского писателя. В Париже Тургенев был постоянным посетителем знаменитого «Кафе де ля Режанс». Позже Тургенев вспоминал, что получил от парижских шахматистов прозвище «le chevalier du fou» («рыцарь слона») за особое искусство в игре слонами. В целом результаты выступлений Тургенева в парижских соревнованиях были неровными: он регулярно участвовал в клубных турнирах, но при этом мог провалиться, а мог занять призовое место в том числе и среди шахматистов мирового уровня. Тургенев пользовался большим авторитетом в кругах профессиональных шахматистов. В 1870 г. он был избран вице-президентом оргкомитета турнира в Баден-Бадене. Предполагалось издание сборника партий турнира с предисловием Тургенева, но проект не состоялся ввиду начала Франко-Прусской войны. Подводя итог шахматной деятельности Тургенева, В. Г. Зак пишет, что, по его мнению, «главные шахматные заслуги состоят отнюдь не в том, что он обыгрывал своих коллег-писателей и с более скромным успехом сражался с виднейшими русскими и иностранными мастерами, — Тургенев <…> сделал много для налаживания международных связей: в 50-х — 60-х годах большинство русских мастеров и шахматных организаторов, посещавших Италию и Францию (Г. А. Кушелев-Безбородко, В. М. Михайлов, Н. Д. Ахшарумов, А. И. Максимов и другие), устанавливали деловые шахматные связи с помощью Тургенева…»
Шахматы регулярно появляются и на страницах литературных произведений Тургенева. Шахматы используются как средство характеристики героев, их образа жизни. Шахматы упоминаются в поэме «Андрей» (1846 г.), повести «Затишье» (1854 г.), рассказе «Пожар на море» (1883 г.). В повести «Несчастная» (1869 г.) герой использует шахматы как средство сближения с возлюбленной.

### Особенности характера и писательский быт

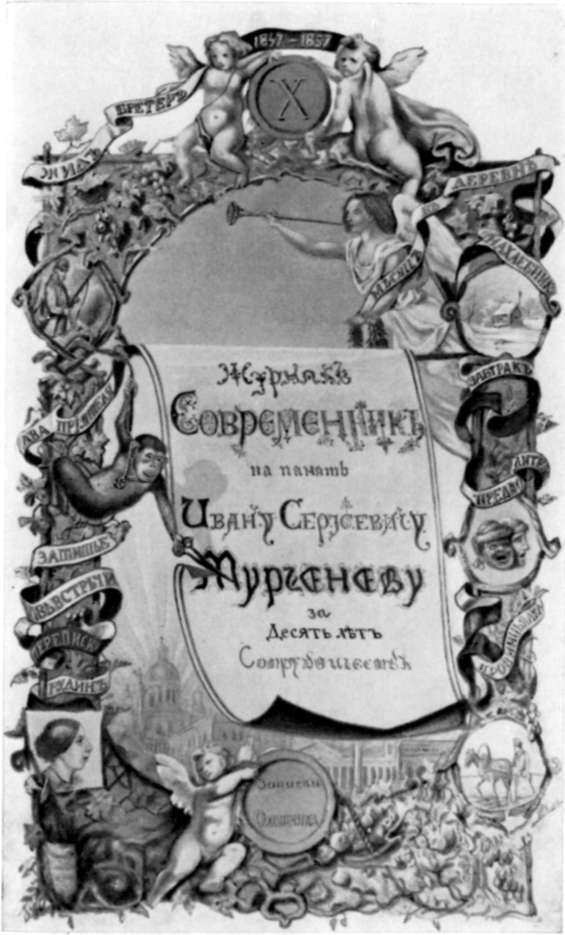
Адрес Тургеневу от редакции «Современника», акварель Д. В. Григоровича, 1857

Биографы Тургенева отмечали неповторимые особенности его писательского быта. С молодости он сочетал в себе ум, образованность, художественное дарование с пассивностью, склонностью к самоанализу, нерешительностью. Всё вместе причудливым образом сочеталось с привычками барчонка, бывшего долгое время в зависимости от властной, деспотичной матери. Тургенев вспоминал, что в берлинском университете во время изучения Гегеля он мог бросить учёбу, когда нужно было дрессировать свою собаку или натравливать её на крыс. Т. Н. Грановский, зашедший к нему на квартиру, застал студента-философа за игрой с крепостным слугой (Порфирий Кудряшов) в карточные солдатики. Ребячливость с годами сгладилась, но внутренняя раздвоенность и незрелость взглядов ещё долгое время давали о себе знать: по словам А. Я. Панаевой, юный Иван хотел быть принятым и в литературном обществе, и в светских гостиных, при этом в светском обществе Тургенев стыдился признаться о своих литературных заработках, что говорило о его ложном и легкомысленном отношении к литературе и к званию писателя в то время.
О малодушии писателя в юности свидетельствует эпизод 1838 года в Германии, когда во время путешествия на корабле случился пожар, и пассажирам чудом удалось спастись. Опасавшийся за свою жизнь Тургенев попросил одного из матросов спасти его и пообещал ему вознаграждение от своей богатой матери, если тому удастся выполнить его просьбу. Другие пассажиры свидетельствовали, что молодой человек жалобно восклицал: «Умереть таким молодым!», расталкивая при этом женщин и детей у спасательных лодок. К счастью, берег был недалеко. Оказавшись на берегу, молодой человек устыдился своего малодушия. Слухи о его трусости проникли в общество и стали предметом насмешек. Событие сыграло определённую негативную роль в последующей жизни автора и было описано самим Тургеневым в новелле «Пожар на море».
Исследователи отмечают ещё одну черту характера Тургенева, приносившую ему и окружающим немало хлопот — его необязательность, «всероссийская халатность» или «обломовщина», как пишет Е. А. Соловьёв. Иван Сергеевич мог пригласить к себе гостей и вскоре забыть об этом, отправившись куда-либо по своим делам; он мог пообещать рассказ Н. А. Некрасову для очередного номера «Современника» или даже взять аванс у А. А. Краевского и не отдать своевременно обещанной рукописи. От таких досадных мелочей Иван Сергеевич впоследствии сам предостерегал молодое поколение. Жертвой этой необязательности однажды стал польско-российский революционер Артур Бенни, на которого в России возвели клеветническое обвинение в том, что он является агентом III Отделения. Данное обвинение мог развеять только А. И. Герцен, к которому Бенни написал письмо и просил передать его с оказией в Лондон И. С. Тургенева. Тургенев забыл про письмо, пролежавшее неотправленным у него свыше двух месяцев. За это время слухи о предательстве Бенни достигли катастрофических размеров. Письмо, попавшее к Герцену с большим запозданием, уже ничего не могло изменить в репутации Бенни.
Обратной стороной этих изъянов была душевная мягкость, широта натуры, известная щедрость, незлобивость, но его мягкосердечие имело свои пределы. Когда во время последнего приезда в Спасское он увидел, что мать, не знавшая, чем угодить любимому сыну, выстроила строем всех крепостных вдоль аллеи, чтобы приветствовать барчука «громко и радостно», Иван разгневался на мать, тут же развернулся и уехал обратно в Петербург. Больше они не виделись до самой её смерти, и его решения не могло поколебать даже безденежье. Людвиг Пич среди свойств характера Тургенева выделял его скромность. За границей, где ещё плохо знали его творчество, Тургенев никогда не кичился перед окружающими тем, что в России он уже считался известным писателем. Став самостоятельным хозяином материнского наследства, Тургенев не проявлял никакой заботливости о своих хлебах и урожаях. В отличие от Льва Толстого, он не имел в себе никакой хозяйской жилки.
Сам себя он именует «безалабернейшим из русских помещиков». В управление своим имением писатель не вникал, поручая его или своему дяде, или поэту Н. С. Тютчеву, а то и вовсе случайным людям. Тургенев был весьма состоятельным, он имел не меньше 20 тысяч рублей дохода в год с земли, но при этом всегда нуждался в деньгах, расходуя их весьма нерасчётливо. Давали о себе знать привычки широкого русского барина. Литературные гонорары Тургенева были также весьма значительны. Он был одним из самых высокооплачиваемых писателей России. Каждое издание «Записок охотника» доставляло ему 2 500 рублей чистого дохода. Право издания его сочинений стоило 20—25 тысяч рублей.

## Значение и оценка творчества

### Лишние люди в изображении Тургенева

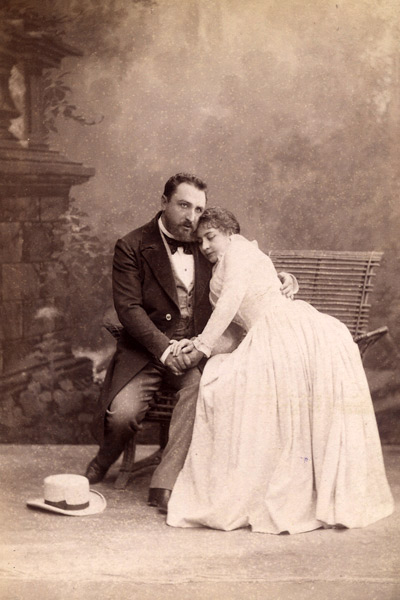
«Дворянское гнездо» на сцене Малого театра, Лаврецкий — А. И. Сумбатов-Южин, Лиза — Елена Лешковская (1895)

Несмотря на то что традиция изображения «лишних людей» возникла до Тургенева (Евгений Онегин А. С. Пушкина, Печорин М. Ю. Лермонтова, Бельтов А. И. Герцена, Адуев-младший в «Обыкновенной истории» И. А. Гончарова), Тургеневу принадлежит приоритет в определении данного типа литературных персонажей. Название «Лишний человек» закрепилось после выхода в 1850 году тургеневской повести «Дневник лишнего человека». «Лишние люди» отличались, как правило, общими чертами интеллектуального превосходства над окружающими и одновременно пассивностью, душевным разладом, скептицизмом по отношению к реалиям внешнего мира, расхождением между словом и делом, неспособностью к самореализации, неумением и нежеланием посвятить себя какой-либо высокой цели. Тургенев создал целую галерею подобных образов: Чулкатурин («Дневник лишнего человека», 1850), Рудин («Рудин», 1856), Лаврецкий («Дворянское гнездо», 1859), Павел Петрович Кирсанов («Отцы и дети», 1862), Нежданов («Новь», 1877). Проблеме «лишнего человека» посвящены также повести и рассказы Тургенева «Ася», «Яков Пасынков», «Переписка» и другие.
Главный герой «Дневника лишнего человека» отмечен стремлением анализировать все свои эмоции, фиксировать малейшие оттенки состояния собственной души. Подобно шекспировскому Гамлету герой замечает неестественность и натянутость своих размышлений, отсутствие воли: «Я разбирал самого себя до последней ниточки, сравнивал себя с другими, припоминал малейшие взгляды, улыбки, слова людей… Целые дни проходили в этой мучительной, бесплодной работе». Разъедающий душу самоанализ доставляет герою неестественное наслаждение: «Только после изгнания моего из дома Ожогиных я мучительно узнал, сколько удовольствия человек может почерпнуть из созерцания своего собственного несчастья». Несостоятельность апатичных и рефлексирующих персонажей ещё более оттенялась образами цельных и сильных тургеневских героинь.
Итогом размышлений Тургенева о героях рудинского и чулкатуринского типа стала статья «Гамлет и Дон Кихот» (1859). Наименее «гамлетичным» из всех тургеневских «лишних людей» является герой «Дворянского гнезда» Лаврецкий. «Российским Гамлетом» назван в романе «Новь» один из его главных персонажей Алексей Дмитриевич Нежданов.
Одновременно с Тургеневым феномен «лишнего человека» продолжал разрабатывать И. А. Гончаров в романе «Обломов» (1859), Н. А. Некрасов — Агарин («Саша», 1856), А. Ф. Писемский и многие другие. Но, в отличие от персонажа Гончарова, герои Тургенева подверглись большей типизации.
Когда вышел роман Гончарова «Обрыв», сам Тургенев отозвался о нём как о романе, написанным «чиновником для чиновников и чиновниц». «Самый слог, которым я некогда восхищался, — писал Тургенев, — представляется мне каким-то гладко выбритым, благообразно-мертвенным чиновничьим лицом с бакенбардами, ниточкой вытянутыми от ушей к углам губ. Только и отдыхаешь, как попадёшь в дом к Татьяне Марковне… Все лица кажутся мне общими местами, а Гончаров — какой-то бог и царь и поэт общего места».
По мнению советского литературоведа А. Лаврецкого (И. М. Френкеля), «Если бы у нас из всех источников для изучения 40-х гг. остался один „Рудин“ или одно „Дворянское гнездо“, то всё же можно было бы установить характер эпохи в её специфических чертах. По „Обломову“ мы этого сделать не в состоянии».
Позднее традицию изображения тургеневских «лишних людей» иронически обыграл А. П. Чехов. Персонаж его повести «Дуэль» Лаевский представляет собой сниженный и пародийный вариант тургеневского лишнего человека. Он говорит своему приятелю фон Корену: «Я неудачник, лишний человек». Фон Корен соглашается с тем, что Лаевский — это «сколок с Рудина». Вместе с тем он отзывается о претензии Лаевского быть «лишним человеком» в издевательском тоне: «Понимайте так, мол, что не он виноват в том, что казённые пакеты по неделям лежат не распечатанными и что сам он пьёт и других спаивает, а виноваты в этом Онегин, Печорин и Тургенев, выдумавший неудачника и лишнего человека». Позднее критики сближали характер Рудина с характером самого Тургенева.

### «Тургеневские девушки»

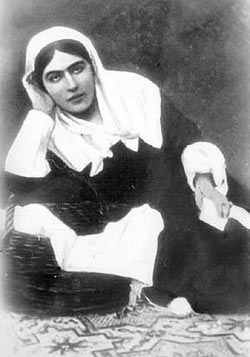
Баронесса Юлия Вревская. На свои средства снарядила санитарный отряд в годы русско-турецкой войны, где она была сестрой милосердия и где умерла от сыпного тифа. Ей посвящено «Стихотворение в прозе».

Личная жизнь Тургенева сложилась не совсем удачно. Прожив 38 лет в тесном общении с семьёй Виардо, писатель чувствовал себя глубоко одиноким. В этих условиях сформировалось тургеневское изображение любви, но любви не совсем характерной для его меланхоличной творческой манеры. В его произведениях почти не бывает счастливой развязки, а последний аккорд чаще грустный. Но тем не менее почти никто из русских писателей не уделил столько внимания изображению любви, никто в такой мере не идеализировал женщину, как Иван Тургенев.
Характеры женских персонажей его произведений 1850-х — 1880-х годов, — образы цельных, чистых, самоотверженных, нравственно сильных героинь в сумме сформировали литературный феномен «тургеневской девушки» — типичной героини его произведений. Таковы Лиза в повести «Дневник лишнего человека», Наталья Ласунская в романе «Рудин», Ася в одноимённой повести, Вера в повести «Фауст», Елизавета Калитина в романе «Дворянское гнездо», Елена Стахова в романе «Накануне», Марианна Синецкая в романе «Новь» и другие.
Л. Н. Толстой, отмечая заслуги писателя, говорил, что Тургенев написал удивительные портреты женщин, и что Толстой и сам наблюдал потом тургеневских женщин в жизни.

### На сцене

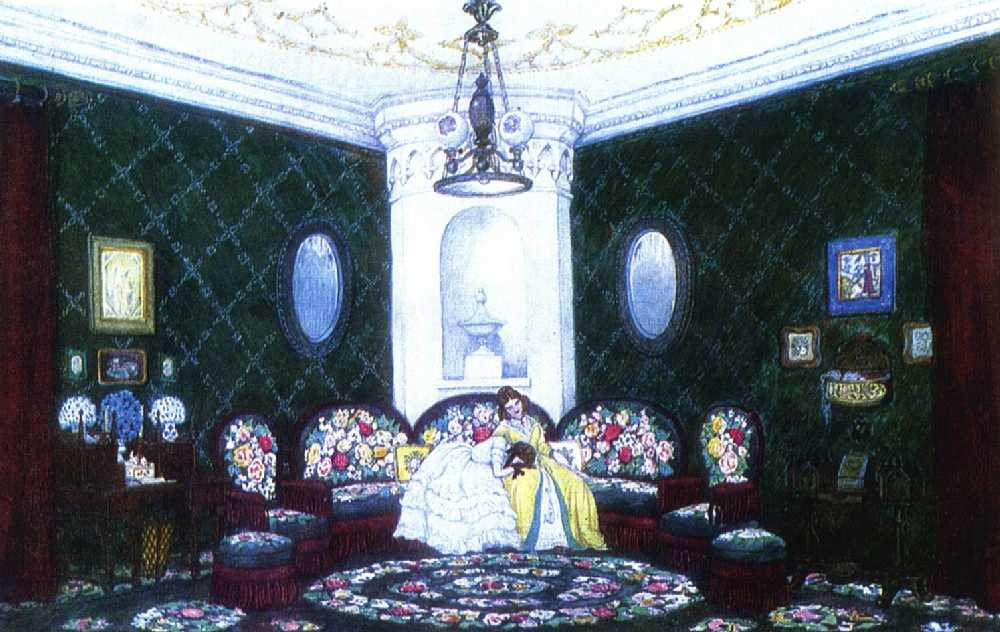
Эскиз декорации к «Месяцу в деревне», М. В. Добужинского, 1909

К середине 1850-х годов Тургенев разочаровался в своём призвании драматурга. Критика объявила его пьесы несценичными. Автор как будто согласился с мнением критики и прекратил писать для русской сцены, но в 1868—1869 годах он написал для Полины Виардо четыре французские опереточные либретто, предназначенные для постановки в баден-баденском театре. Л. П. Гроссман отмечал справедливость многих упрёков критиков по адресу пьес Тургенева за недостаток в них движения и преобладание разговорного элемента. Тем не менее, он указывал на парадоксальную живучесть тургеневских постановок на сцене. Пьесы Ивана Сергеевича свыше ста шестидесяти лет не сходят с репертуара европейского и российского театров. В них играли прославленные российские исполнители: П. А. Каратыгин, В. В. Самойлов, В. В. Самойлова (Самойлова 2-я), А. Е. Мартынов, В. И. Живокини, М. П. Садовский, С. В. Шумский, В. Н. Давыдов, К. А. Варламов, М. Г. Савина, Г. Н. Федотова, В. Ф. Комиссаржевская, К. С. Станиславский, В. И. Качалов, М. Н. Ермолова и другие.
Тургенев-драматург был широко признан в Европе. Его пьесы имели успех на сценах парижского Театра Антуана, венского Бургтеатра, мюнхенского Камерного театра, берлинского, кёнигсбергского и других немецких театров. Тургеневская драматургия была в избранном репертуаре выдающихся итальянских трагиков: Эрмете Новелли, Томмазо Сальвини, Эрнесто Росси, Эрмете Цаккони, австрийских, немецких и французских актёров Адольфа фон Зонненталя, Андре Антуана, Шарлотты Вольтер и Франциски Эльменрейх.
Из всех его пьес наибольший успех выпал на долю «Месяца в деревне». Дебют спектакля состоялся в 1872 году. В начале XX века во МХТе пьесу ставили К. С. Станиславский и И. М. Москвин. Художником-декоратором постановки и автором эскизов костюмов действующих лиц был художник-мироискуссник М. В. Добужинский. Эта пьеса не сходит со сцены российских театров до настоящего времени. Ещё при жизни автора театры начали с различным успехом инсценировать его романы и повести: «Дворянское гнездо», «Степной король Лир», «Вешние воды». Эту традицию продолжают и современные театры.

### В оценках современников XIX века

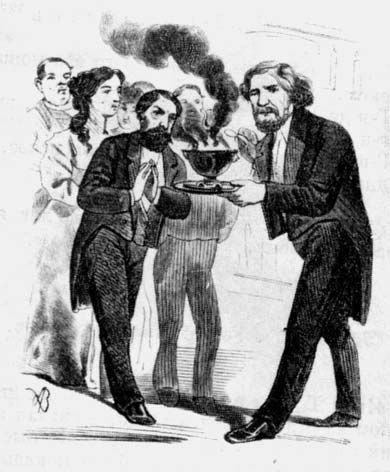
Карикатура А. М. Волкова на роман Тургенева «Дым».
«Искра». 1867. № 14.
— Какой неприятный запах — фи!
— Дым догорающей известности, чад тлеющего таланта…
— Тс с, господа! И дым Тургенева нам сладок и приятен!

Современники давали творчеству Тургенева весьма высокую оценку. С критическим анализом его произведений выступали критики В. Г. Белинский, Н. А. Добролюбов, Д. И. Писарев, А. В. Дружинин, П. В. Анненков, Аполлон Григорьев, В. П. Боткин, Н. Н. Страхов, В. П. Буренин, К. С. Аксаков, И. С. Аксаков, Н. К. Михайловский, К. Н. Леонтьев, А. С. Суворин, П. Л. Лавров, С. С. Дудышкин, П. Н. Ткачёв, Н. И. Соловьёв, М. А. Антонович, М. Н. Лонгинов, М. Ф. Де-Пуле, Н. В. Шелгунов, Н. Г. Чернышевский и многие другие.
Так, В. Г. Белинский отмечал у писателя необыкновенное мастерство изображения русской природы. По словам Н. В. Гоголя, в русской литературе того времени больше всех таланта у Тургенева. Н. А. Добролюбов писал, что стоило Тургеневу затронуть в своей повести какой-либо вопрос или новую сторону общественных отношений, как эти проблемы поднимались и в сознании образованного общества, появляясь перед глазами у всех. М. Е. Салтыков-Щедрин заявлял, что литературная деятельность Тургенева имела для общества значение равное деятельности Некрасова, Белинского и Добролюбова. По мнению российского литературного критика конца XIX начала XX века С. А. Венгерова, писателю удавалось писать настолько реалистично, что трудно было уловить грань между литературным вымыслом и реальной жизнью. Его романами не только зачитывались — его героям подражали в жизни. В каждом из его крупных произведений есть действующее лицо, в уста которого вложено тонкое и меткое остроумие самого писателя.
Тургенев был хорошо известен и в современной ему Западной Европе. На немецкий язык его произведения были переведены ещё в 1850-х годах, а в 1870—1880-х он стал самым любимым и наиболее читаемым русским писателем в Германии, и немецкие критики его оценивали как одного из самых значительных современных новеллистов. Первыми переводчиками Тургенева были Август Видерт, Август Больц и Пауль Фукс. Переводчик многих произведений Тургенева на немецкий язык немецкий писатель Ф. Боденштедт во введении к «Русским фрагментам» (1861) утверждал, что произведения Тургенева равны произведениям лучших современных новеллистов Англии, Германии и Франции. Канцлер Германской империи Хлодвиг Гогенлоэ (1894—1900), называвший Ивана Тургенева лучшим кандидатом на должность премьер-министра России, отозвался о писателе так: «Сегодня я говорил с самым умным человеком России».
Во Франции были популярны тургеневские «Записки охотника». Ги де Мопассан называл писателя «великим человеком» и «гениальным романистом», а Жорж Санд писала Тургеневу: «Учитель! Мы все должны пройти через Вашу школу». Хорошо знали его творчество и в английских литературных кругах — в Англии были переведены «Записки охотника», «Дворянское гнездо», «Накануне» и «Новь». Западного читателя покорили моральная чистота в изображении любви, образ русской женщины (Елены Стаховой); поражала фигура воинствующего демократа Базарова. Писатель сумел показать европейскому обществу подлинную Россию, он познакомил зарубежных читателей с русским крестьянином, с русскими разночинцами и революционерами, с русской интеллигенцией и раскрыл образ русской женщины. Зарубежные читатели благодаря творчеству Тургенева усваивали великие традиции русской реалистической школы.
Лев Толстой дал следующую характеристику писателю в письме А. Н. Пыпину (январь 1884 года): «Тургенев — прекрасный человек (не очень глубокий, очень слабый, но добрый, хороший человек), который говорит всегда то самое, что он думает и чувствует».

### В энциклопедическом словаре Брокгауза и Ефрона

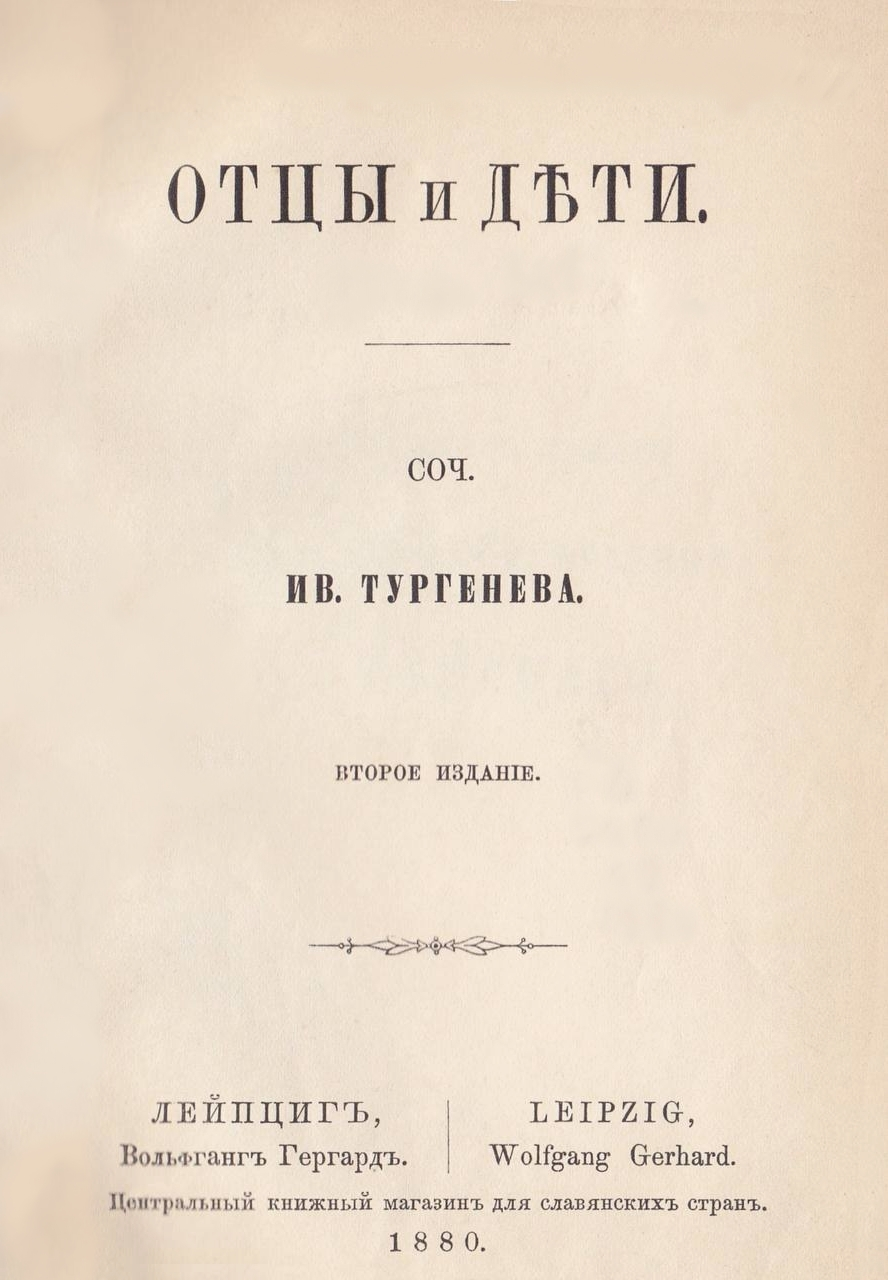
Роман «Отцы и дети». Изд-е 1880 г., Лейпциг, Германия

По мнению энциклопедии Брокгауза и Ефрона, «Записки охотника», помимо обычного читательского успеха, сыграли определённую историческую роль. Книга произвела сильное впечатление даже на наследника престола Александра II, который спустя несколько лет провёл ряд реформ по отмене крепостного права в России. Под впечатлением от «Записок» находились и многие представители правящих классов. Книга несла в себе социальный протест, обличая крепостное право, но непосредственно само крепостное право затрагивалось в «Записках охотника» сдержанно и осторожно. Содержание книги не было выдуманным, оно убеждало читателей, что нельзя людей лишать самых элементарных человеческих прав. Но, кроме протеста, рассказы обладали и художественной ценностью, неся в себе мягкий и поэтический колорит. По словам литературного критика С. А. Венгерова, пейзажная живопись «Записок охотника» стала одной из лучших в русской литературе того времени. Все лучшие качества таланта Тургенева получили в очерках яркое выражение. «Великий, могучий, правдивый и свободный русский язык», которому посвящено последнее из его «Стихотворений в прозе» (1878—1882), получил в «Записках» самое благородное и изящное своё выражение.
В романе «Рудин» автор сумел успешно изобразить поколение 1840-х годов. В некоторой степени сам Рудин — это образ знаменитого агитатора гегельянца М. А. Бакунина, о котором Белинский отзывался как о человеке «с румянцем на щеках и без крови в сердце». Рудин явился в эпоху, когда общество мечтало о «деле». Авторский вариант романа не был пропущен цензурой из-за эпизода смерти Рудина на июньских баррикадах, поэтому был понят критикой весьма односторонне. По замыслу автора, Рудин был богато одарённым человеком с благородными намерениями, но в то же время он совершенно терялся перед действительностью; он умел страстно воззвать и увлечь других, но сам при этом был совершенно лишён страсти и темперамента. Герой романа стал именем нарицательным для тех людей, у которых слово не согласуется с делом. Писатель вообще не особо щадил своих любимых героев, пусть даже и лучших представителей русского дворянского сословия середины XIX века. Он нередко подчёркивал пассивность и вялость в их характерах, а также черты нравственной беспомощности. В этом проявлялся реализм писателя, изображавшего жизнь такой, какова она есть.
Но если в «Рудине» Тургенев выступал только против праздно болтающих людей поколения сороковых годов, то в «Дворянском гнезде» его критика обрушилась уже против всего его поколения; он без малейшей горечи отдавал предпочтение молодым силам. В лице героини этого романа простой русской девушки Лизы показан собирательный образ многих женщин того времени, когда смысл всей жизни женщины сводился к любви, потерпев неудачу в которой, женщина лишалась всякой цели существования. Тургенев предвидел зарождение нового типа русской женщины, который и поместил в центр следующего своего романа. Российское общество того времени жило накануне коренных социально-государственных перемен. И героиня романа Тургенева «Накануне» Елена стала олицетворением характерного для первых лет эпохи реформ неопределённого стремления к чему-то хорошему и новому, без чёткого представления об этом новом и хорошем. Роман неслучайно был назван «Накануне» — в нём Шубин заканчивает свою элегию вопросом: «Когда же наша придёт пора? Когда у нас народятся люди?» На что его собеседник выражает надежду на лучшее: «Дай срок, — ответил Увар Иванович, — будут». На страницах «Современника» роман получил восторженную оценку в статье Добролюбова «Когда же придёт настоящий день».
В следующем романе «Отцы и дети» наиболее полно достигла выражения одна из самых характерных особенностей русской литературы того времени — теснейшая связь литературы с реальными течениями общественных настроений. Тургеневу удалось лучше других писателей уловить момент единодушия общественного сознания, хоронившего во второй половине 1850-х годов старую николаевскую эпоху с её безжизненной реакционной замкнутостью, и поворотный пункт эпохи: последующий разброд новаторов, выделивших из своей среды умеренных представителей старшего поколения с их неопределёнными упованиями на лучшее будущее — «отцов», и жаждущего коренных перемен в общественном устройстве молодого поколения — «детей». Журнал «Русское слово» в лице Д. И. Писарева даже признал героя романа, радикально настроенного Базарова, своим идеалом. В то же время, если взглянуть на образ Базарова с исторической точки зрения, как на тип, отражающий настроение шестидесятых годов XIX века, то он скорее раскрыт не полностью, так как общественно-политический радикализм, достаточно сильный в то время, в романе почти не был затронут.
В период проживания за границей, в Париже, писатель сблизился со многими эмигрантами и с заграничной молодёжью. У него снова появилось желание писать на злобу дня — о революционном «хождении в народ», в результате чего появился его самый большой по объёму роман «Новь». Но, несмотря на старания, Тургеневу не удалось уловить наиболее характерные черты русского революционного движения. Его ошибкой стало то, что он сделал центром романа одного из типичных для его произведений безвольных людей, которые могли быть характерны для поколения 1840-х, но никак не 1870-х годов. Роман не получил высокой оценки у критиков. Из более поздних произведений писателя наибольшее внимание обратили на себя «Песнь торжествующей любви» и «Стихотворения в прозе».

### XIX—XX век
В конце XIX — начале XX столетия к творчеству И. С. Тургенева обращались критики и литературоведы С. А. Венгеров, Ю. И. Айхенвальд, Д. С. Мережковский, Д. Н. Овсянико-Куликовский, А. И. Незеленов, Ю. Н. Говоруха-Отрок, В. В. Розанов, А. Е. Грузинский, Е. А. Соловьёв-Андреевич, Л. А. Тихомиров, В. Е. Чешихин-Ветринский, А. Ф. Кони, А. Г. Горнфельд, Ф. Д. Батюшков, В. В. Стасов, Г. В. Плеханов, К. Д. Бальмонт, П. П. Перцов, М. О. Гершензон, П. А. Кропоткин, Р. В. Иванов-Разумник и другие.
По мнению литературоведа и театрального критика Ю. И. Айхенвальда, давшего свою оценку писателю в начале века, Тургенев не был глубоким писателем, писал поверхностно и в лёгких тонах. По мнению критика, писатель легко относился к жизни. Зная все страсти, возможности и глубины человеческого сознания, писатель, однако, не имел подлинной серьёзности: «Турист жизни, он всё посещает, всюду заглядывает, нигде подолгу не останавливается и в конце своей дороги сетует, что путь окончен, что дальше уже некуда идти. Богатый, содержательный, разнообразный, он не имеет, однако, пафоса и подлинной серьёзности. Его мягкость — его слабость. Он показал действительность, но прежде вынул из неё её трагическую сердцевину». По мнению Айхенвальда, Тургенева легко читать, с ним легко жить, но он не хочет волноваться сам и не хочет, чтобы беспокоились его читатели. Также критик упрекал писателя за однообразие в использовании художественных приёмов. Но в то же время он называл Тургенева «патриотом русской природы» за его прославленные пейзажи родной земли.
Автор статьи об И. С. Тургеневе в шеститомной «Истории русской литературы XIX века» (1911) под редакцией профессора Д. Н. Овсянико-Куликовского, А. Е. Грузинский объясняет претензии критиков к Тургеневу следующим образом. По его мнению, в творчестве Тургенева более всего искали ответы на живые вопросы современности, постановки новых общественных задач. «Этот элемент его романов и повестей один, собственно, и учитывался серьёзно и внимательно руководящей критикой 50-х — 60-х годов; он считался как бы обязательным в тургеневском творчестве». Не получив ответов на свои вопросы в новых произведениях, критика была недовольна и делала автору выговор «за неисполнение им своих общественных обязанностей». В результате автор объявлялся исписавшимся и разменивающим свой талант. Такой подход к творчеству Тургенева Грузинский называет односторонним и ошибочным. Тургенев не был писателем-пророком, писателем-гражданином, хотя он и связывал все свои крупные произведения с важными и жгучими темами своей бурной эпохи, но более всего он был художником-поэтом, а его интерес к общественной жизни имел, скорее, характер внимательного анализа.
К этому выводу присоединяется критик Е. А. Соловьёв. Он обращает внимание также на миссию Тургенева-переводчика русской литературы для европейских читателей. Благодаря ему вскоре почти все самые лучшие произведения Пушкина, Гоголя, Лермонтова, Достоевского, Толстого были переведены на иностранные языки. «Никто, заметим, не был лучше Тургенева приспособлен к этой высокой и трудной задаче. <…> Он по самому существу своего дарования был не только русский, а и европейский, всемирный писатель», — пишет Е. А. Соловьёв. Останавливаясь на способе изображения любви тургеневских девушек, он делает следующее наблюдение: «Тургеневские героини влюбляются сразу и любят только один раз, и это уже на всю жизнь. Они, очевидно, из племени бедных Аздров, для которых любовь и смерть были равнозначащи <…> Любовь и гибель, любовь и смерть — его неразлучные художественные ассоциации». В характере Тургенева критик находит также многое из того, что писатель изобразил в своём герое Рудине: «Несомненное рыцарство и не особенно высокое тщеславие, идеализм и склонность к меланхолии, огромный ум и надломленная воля».
Представитель декадентской критики в России Дмитрий Мережковский относился к творчеству Тургенева неоднозначно. Он не ценил романы Тургенева, предпочитая им «малую прозу», в особенности так называемые «таинственные рассказы и повести» писателя. По мнению Мережковского, Иван Тургенев — первый художник-импрессионист, предтеча поздних символистов: «Ценность Тургенева-художника для литературы будущего <…> в создании импрессионистического стиля, которое представляет собой художественное образование, не связанное с творчеством этого писателя в целом».
Поэт-символист и критик Максимилиан Волошин писал, что Тургенев благодаря своей артистической утончённости, которой он учился у французских писателей, занимает в русской литературе особое место. Но в отличие от французской литературы с её благоуханной и свежей чувственностью, чувством живой и влюблённой плоти, Тургенев стыдливо и мечтательно идеализировал женщину:67. В современной Волошину литературе он видел связь прозы Ивана Бунина с пейзажными зарисовками Тургенева:493:576.
Впоследствии тема превосходства Бунина над Тургеневым в пейзажной прозе будет неоднократно подниматься литературными критиками. Ещё Л. Н. Толстой, по воспоминаниям пианиста А. Б. Гольденвейзера, сказал об описании природы в рассказе Бунина: «идёт дождик, — и так написано, что и Тургенев не написал бы так, а уж обо мне и говорить нечего». И Тургенева, и Бунина объединяло то, что оба были писателями-поэтами, писателями-охотниками, писателями-дворянами и авторами «дворянских» повестей. Тем не менее, певец «грустной поэзии разоряющихся дворянских гнёзд» Бунин, по мнению литературного критика Фёдора Степуна, «как художник гораздо чувственнее Тургенева». «Природа Бунина при всей реалистической точности его письма всё же совершенно иная, чем у двух величайших наших реалистов — у Толстого и Тургенева. Природа Бунина зыблемее, музыкальнее, психичнее и, быть может, даже мистичнее природы Толстого и Тургенева». Природа в изображении Тургенева более статична, чем у Бунина, — считает Ф. А. Степун, — при том что у Тургенева больше чисто внешней живописности и картинности.

### В Советском Союзе

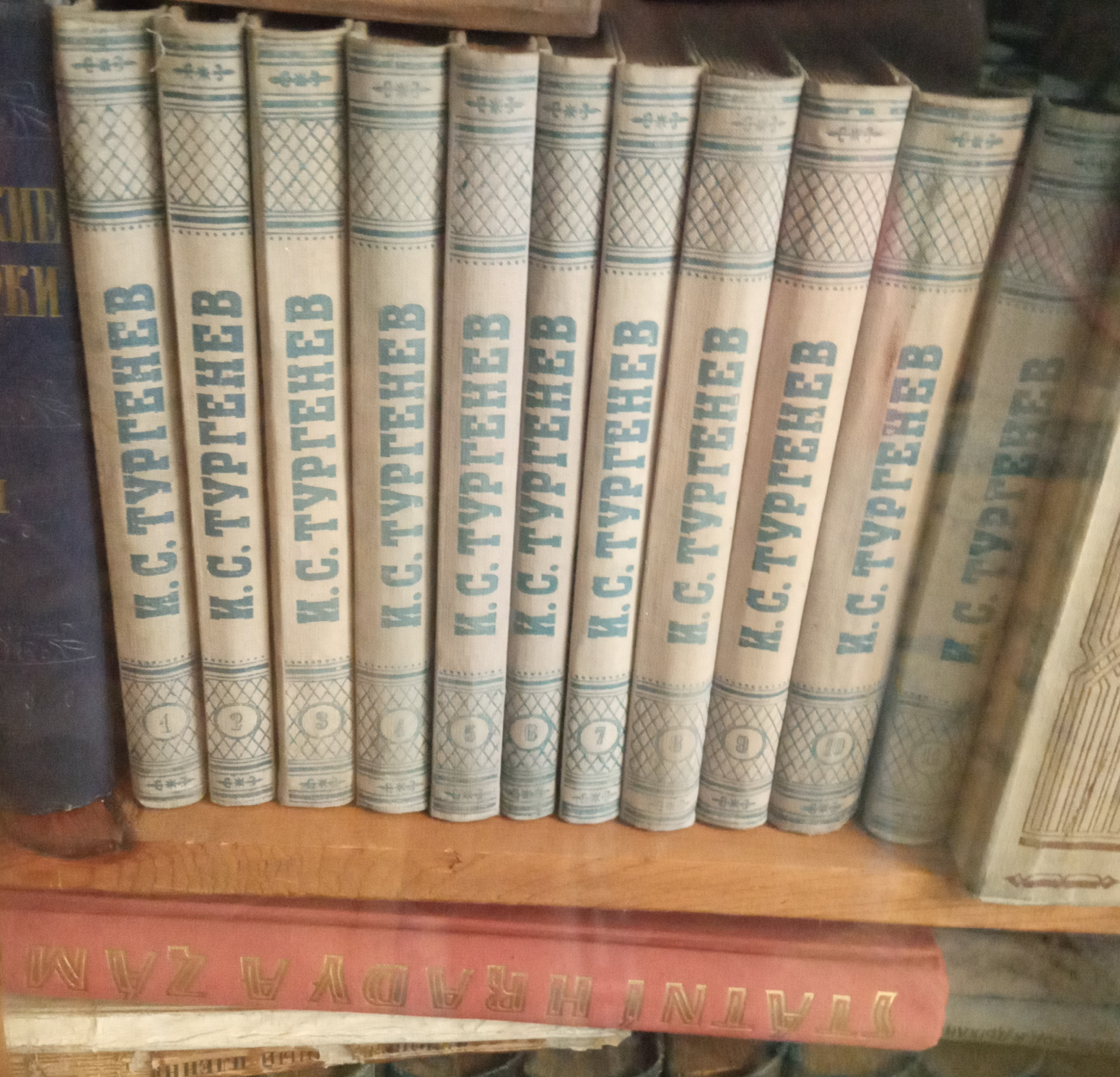
И. С. Тургенев. Собрание сочинений в 11 томах. Москва, Правда, 1949.Фото сделано из домашней библиотеки в кабинете дом-музея Мухтара Ауэза

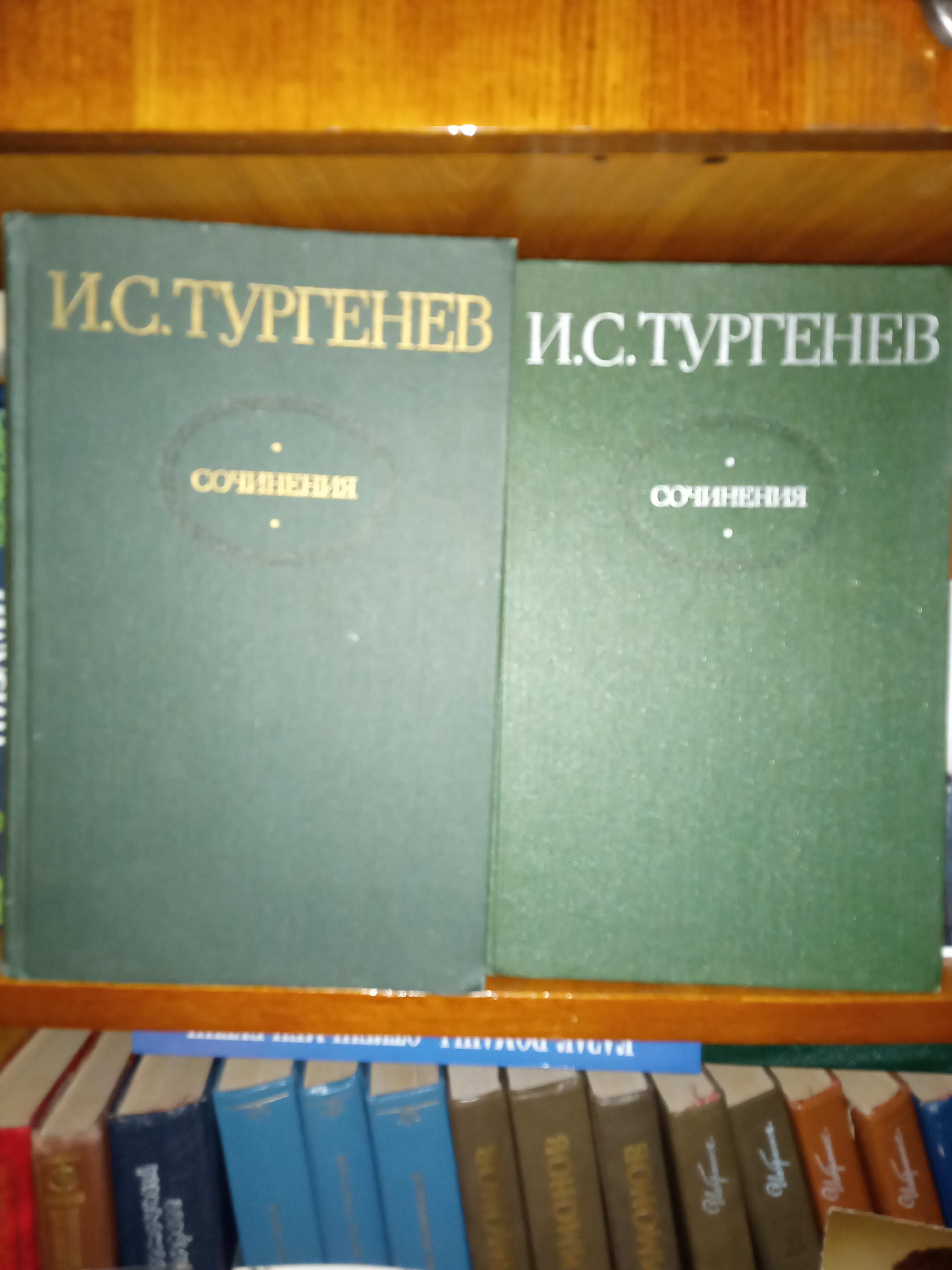
И. С. Тургенев. Сочинения в двух томах. Москва,Художественная литература,1980

В Советском Союзе творчеству Тургенева уделяли внимание не только критики и литературоведы, но также вожди и руководители советского государства: В. И. Ленин, М. И. Калинин, А. В. Луначарский. Научное литературоведение во многом зависело от идеологических установок «партийного» литературоведения. Среди тех, кто внёс свой вклад в тургеневедение, — Г. Н. Поспелов, Н. Л. Бродский, Б. Л. Модзалевский, В. Е. Евгеньев-Максимов, М. Б. Храпченко, Г. А. Бялый, С. М. Петров, А. И. Батюто, Г. Б. Курляндская, Н. И. Пруцков, Ю. В. Манн, Ф. Я. Прийма, А. Б. Муратов, В. И. Кулешов, В. М. Маркович, В. Г. Фридлянд, К. И. Чуковский, Б. В. Томашевский, Б. М. Эйхенбаум, В. Б. Шкловский, Ю. Г. Оксман А. С. Бушмин, М. П. Алексеев и так далее.
Тургенева многократно цитировал В. И. Ленин, который особенно высоко ценил его «великий и могучий» язык. М. И. Калинин говорил, что творчество Тургенева имело не только художественное, но и общественно-политическое значение, которое и придавало художественный блеск его произведениям, и что писатель показал в крепостном крестьянине человека, который так же, как и все люди, достоин иметь человеческие права. А. В. Луначарский в своей лекции, посвящённой творчеству Ивана Тургенева, назвал его одним из создателей русской литературы. По мнению А. М. Горького, Тургенев русской литературе оставил «превосходное наследство».
По мнению «Большой советской энциклопедии», созданная писателем художественная система оказала влияние на поэтику не только русского, но и западноевропейского романа второй половины XIX века. Она во многом послужила основой для «интеллектуального» романа Л. Н. Толстого и Ф. М. Достоевского, в котором судьбы центральных героев зависят от решения ими важного философского вопроса, имеющего общечеловеческое значение. Заложенные писателем литературные принципы получили развитие в творчестве многих советских писателей — А. Н. Толстого, К. Г. Паустовского и других. Его пьесы стали неотъемлемой частью репертуара советских театров. Многие тургеневские произведения были экранизированы. Советские литературоведы уделяли большое внимание творческому наследию Тургенева — было опубликовано множество трудов, посвящённых жизни и творчеству писателя, изучению его роли в русском и мировом литературном процессе. Были проведены научные исследования его текстов, изданы комментированные собрания сочинений. Были открыты музеи Тургенева в городе Орле и бывшем имении его матери Спасском-Лутовинове.
По мнению академической «Истории русской литературы», Тургенев стал первым в русской литературе, кому удалось в своём произведении через картины повседневного деревенского быта и различные образы простых крестьян выразить мысль о том, что закрепощённый народ составляет корень, живую душу нации. А литературовед профессор В. М. Маркович говорил, что Тургенев одним из первых попытался изобразить противоречивость народного характера без прикрас, и он же впервые показал тот же народ достойным восхищения, преклонения и любви.
Советский литературовед Г. Н. Поспелов писал, что литературный стиль Тургенева можно назвать, несмотря на его эмоционально-романтическую приподнятость, реалистическим. Тургенев видел социальную слабость передовых людей из дворянства и искал иную силу, способную возглавить русское освободительное движение; такую силу он позже увидел в русских демократах 1860—1870 гг.

### Зарубежная критика

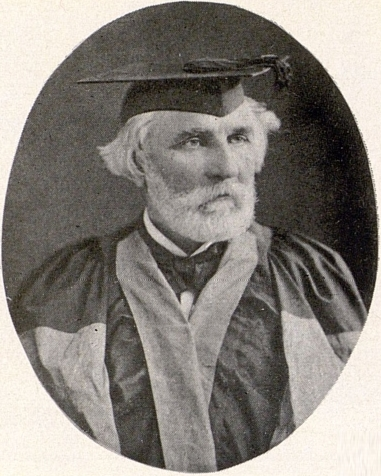
И. С. Тургенев — почётный доктор Оксфордского университета. Фото А. Либера, 1879 год

Из писателей и литературоведов-эмигрантов к творчеству Тургенева обращались В. В. Набоков, Б. К. Зайцев, Д. П. Святополк-Мирский. Многие зарубежные писатели и критики также высоко ценили творчество Тургенева: Фридрих Боденштедт, Эмиль Оман, Эрнест Ренан, Мельхиор де Вогюэ, Сент-Бёв, Гюстав Флобер, Ги де Мопассан, Эдмон де Гонкур, Эмиль Золя, Генри Джеймс, Джон Голсуорси, Жорж Санд, Вирджиния Вулф, Анатоль Франс, Джеймс Джойс, Уильям Рольстон, Альфонс Додэ, Теодор Шторм, Ипполит Тэн, Георг Брандес, Томас Карлейль и так далее.
Английский прозаик и лауреат Нобелевской премии по литературе Джон Голсуорси считал романы Тургенева величайшим образцом искусства прозы и отмечал, что Тургенев помог «довести пропорции романа до совершенства». Для него Тургенев был «самый утончённый поэт, который когда-либо писал романы», а тургеневская традиция имела для Голсуорси важное значение.
Другая британская писательница, литературовед и представительница модернистской литературы первой половины XX века Вирджиния Вулф отмечала, что книги Тургенева не только трогают своей поэтичностью, но и словно принадлежат сегодняшнему времени, настолько они не утратили совершенства формы. Она писала, что Ивану Тургеневу свойственно редкое качество: чувство симметрии, равновесия, которые дают обобщённую и гармоничную картину мира. В то же время она оговаривалась, что эта симметрия торжествует вовсе не потому, что он такой уж великолепный рассказчик. Наоборот, Вулф полагала, что некоторые из его вещей рассказаны скорее плохо, так как в них встречаются петли и отступления, запутанные невразумительные сведения про прадедов и прабабок (как в «Дворянском гнезде»). Но она указывала, что тургеневские книги не последовательность эпизодов, а последовательность эмоций, исходящих от центрального персонажа, и связаны в них не предметы, а чувства, и когда дочитаешь книгу — испытываешь эстетическое удовлетворение. Ещё один модернист, ирландский писатель Джеймс Джойс, особо выделял из всего творчества русского писателя «Записки охотника», которые, по его мнению, «глубже проникают в жизнь, чем его романы». Джойс считал, что именно из них Тургенев развился как большой интернациональный писатель. Известный русский и американский писатель В. В. Набоков в своих «Лекциях по русской литературе» отзывался о Тургеневе не как о великом писателе, хотя и называл его «милым». Набоков отмечал, что у Тургенева хороши пейзажи, обаятельны «тургеневские девушки», одобрительно он отзывался и о музыкальности тургеневской прозы. А роман «Отцы и дети» назвал одним из самых блистательных произведений XIX века. Но указал и на недостатки писателя, сказав, что тот «увязает в омерзительной слащавости». По мнению Набокова, Тургенев был зачастую чересчур прямолинеен и не доверял читательской интуиции, сам стремясь расставить точки над «i».
По утверждению исследователя Д. Петерсона, американского читателя в творчестве Тургенева поразила «манера повествования… далёкая как от англосаксонского морализаторства, так и от французской фривольности». По мнению критика, модель реализма, созданная Тургеневым, оказала большое влияние на формирование реалистических принципов в творчестве американских литераторов конца XIX — начала XX века.

### XXI век
В России много внимания уделяется изучению и памяти творчества Тургенева и в XXI веке. Каждые пять лет Гослитмузей И. С. Тургенева в г. Орле совместно с Орловским государственным университетом и Институтом русской литературы (Пушкинский Дом) РАН проводят крупные научные конференции, которые имеют статус международных. В рамках проекта «Тургеневская осень» в музее ежегодно проходят тургеневские чтения, в которых принимают участие исследователи творчества писателя из России и из-за рубежа. Отмечаются тургеневские юбилеи и в других городах России. Кроме этого, чествуют его память и за рубежом. Так, в музее Ивана Тургенева в Буживале, который открылся в день 100-летия со дня смерти писателя 3 сентября 1983 года, ежегодно проходят так называемые музыкальные салоны, на которых звучит музыка композиторов времён Ивана Тургенева и Полины Виардо.
К 200-летию со дня рождения писателя в Москве на Остоженке около Дома-музея писателя открыт монумент (скульптор Сергей Казанцев), который изображает тридцатилетнего Ивана Тургенева в конце 1840-х, когда он посещал этот дом своей матери на Остоженке.

## Художники-иллюстраторы произведений

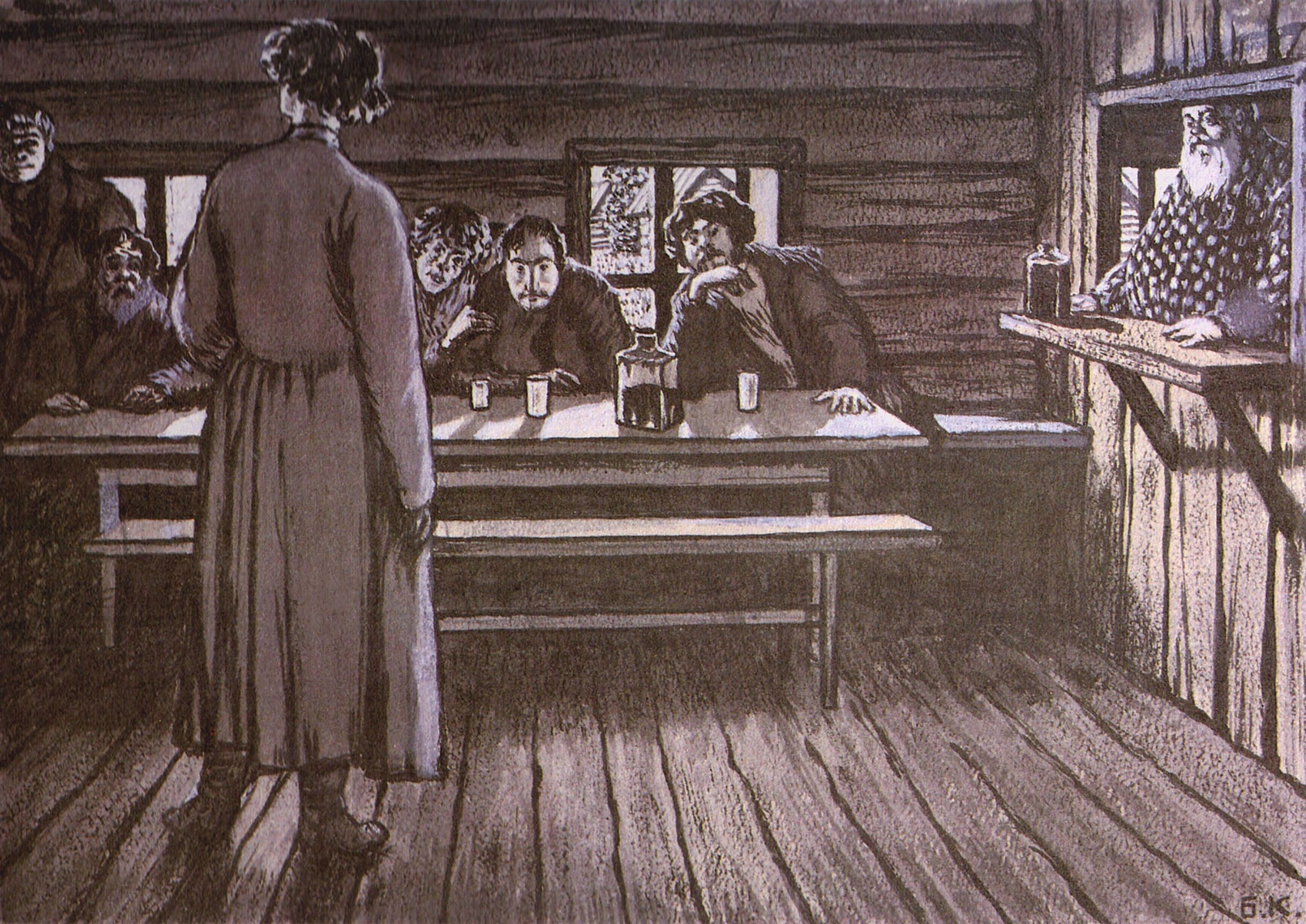
Яков Турок поёт («Певцы»). Иллюстрация Б. М. Кустодиева к «Запискам охотника», 1908

В разные годы произведения И. С. Тургенева иллюстрировали художники-иллюстраторы и графики П. М. Боклевский, Н. Д. Дмитриев-Оренбургский, А. А. Харламов, В. В. Пукирев, П. П. Соколов, В. М. Васнецов, Д. Н. Кардовский, В. А. Табурин, К. И. Рудаков, В. А. Свешников, П. Ф. Строев, Н. А. Бенуа, Б. М. Кустодиев, К. В. Лебедев и другие. Импозантная фигура Тургенева запечатлена в скульптуре А. Н. Беляева, М. М. Антокольского, Ж. А. Полонской, С. А. Лаврентьевой, на рисунках Д. В. Григоровича, А. А. Бакунина, К. А. Горбунова, И. Н. Крамского, Адольфа Менцеля, Полины Виардо, Людвига Пича, М. М. Антокольского, К. Шамро, в карикатурах Н. А. Степанова, А. И. Лебедева, В. И. Порфирьева, А. М. Волкова, на гравюре Ю. С. Барановского, на портретах Э. Лами, А. П. Никитина, В. Г. Перова, И. Е. Репина, Я. П. Полонского, В. В. Верещагина, В. В. Матэ, Э. К. Липгарта, А. А. Харламова, В. А. Боброва. Известны работы многих живописцев «по мотивам Тургенева»: Я. П. Полонский (сюжеты Спасского-Лутовинова), С. Ю. Жуковский («Поэзия старого дворянского гнезда», «Ночное»), В. Г. Перов, («Старики родители на могиле сына»). Иван Сергеевич сам неплохо рисовал и был автоиллюстратором собственных произведений.

## Влияние
Художественная чистота Тургенева сделала его фаворитом западных писателей-единомышленников следующего поколения, таких как Генри Джеймс и Джозеф Конрад, оба из которых предпочитали Тургенева Толстому и Достоевскому. Джеймс, написавший не менее пяти критических эссе о творчестве Тургенева, утверждал, что «его достоинство формы имеет первостепенное значение» (1873 г.), и хвалил его «изысканную деликатность», из-за которой «слишком многие из его соперников кажутся удерживающими нас». , в сравнении, насильственными средствами, и познакомить нас, в сравнении, с пошлыми вещами" (1896). Владимир Набоков, известный своим небрежным игнорированием многих великих писателей, хвалил тургеневскую «пластическую музыкальную плавную прозу», но критиковал его «затруднительные эпилоги» и «банальное обращение с сюжетами». Набоков заявлял, что Тургенев «не великий писатель, хотя и приятный», и поставил его на четвёртое место среди русских прозаиков девятнадцатого века после Толстого, Гоголя и Антона Чехова, но впереди Достоевского. Его идеалистические представления о любви, в частности, о преданности, которую жена должна проявлять к мужу, цинично отзывались персонажами чеховского «Анонимного рассказа». Исайя Берлин приветствовал приверженность Тургенева гуманизму, плюрализму и постепенным реформам, а не насильственной революции, как представляющим лучшие стороны русского либерализма.
Ирландские писатели Джордж Мур и Джойс высоко ценили творчество Тургенева; Мур, сравнивая Тургенева и Толстого, отдаёт предпочтение Тургеневу как мастеру стилистического языка, в предисловии к «Невозделанному полю» он прямо указывает на «Записки охотника» как образец для своей книги. По Муру Тургенев — писатель, которому «не нужен практический опыт, чтобы понять жизнь, он и так знает и, кажется, всегда осознавал, что в жизни слишком много зла и глупости… что художник может учить, только даря миру отражения красоты». Значительное сходство обнаруживается «Дублинцами» Джойса и «Записками охотника» Тургенева, тем не менее сам Джойс, высоко отзывавшись о литературном наследии Тургенева, ставил его ниже наследия Ибсена.
Очень высока популярность Тургенева в Японии. С 1900-х годов его много переводил Фтабатэй Симэй; известно, что Тургенев оказал большое влияние на натурализм Доппо Куникиды и Кабукуро Таямы.
Творчество Тургенева повлияло и на испанского писателя Хуана Эдуардо Суньигу после прочтения романа «Дворянское гнездо» по словам писателя он «заболел» Россией впоследствии стал ведущим специалистом по русской литературе в Испании.

## Экранизации
По произведениям Ивана Тургенева снято много кино- и телефильмов. Его произведения легли в основу картин, созданных в разных странах мира. Первые экранизации появились ещё в начале XX века (эпоха немого кино). В Италии был дважды снят фильм «Нахлебник» (1913 и 1924 годы). В 1915 году в Российской империи были сняты фильмы «Дворянское гнездо», «После смерти» (по мотивам повести «Клара Милич») и «Песнь торжествующей любви» (с участием В. В. Холодной и В. А. Полонского). Повесть «Вешние воды» была экранизирована 8 раз в разных странах. По роману «Дворянское гнездо» было снято 4 фильма; по рассказам из «Записок охотника» — 4 фильма; по комедии «Месяц в деревне» — 10 телефильмов; по рассказу «Муму» — 2 художественных фильма и мультфильм; по пьесе «Нахлебник» — 5 картин. Роман «Отцы и дети» послужил основой для 4 фильмов и телесериала, повесть «Первая любовь» легла в основу девяти художественных и телефильмов.
Образ Тургенева в кинематографе использовал режиссёр Владимир Хотиненко. В телесериале «Достоевский» 2011 года роль писателя сыграл актёр Владимир Симонов. В фильме «Белинский» Григория Козинцева (1951) роль Тургенева исполнил актёр Игорь Литовкин, а в фильме «Чайковский» режиссёра Игоря Таланкина (1969) писателя сыграл актёр Бруно Фрейндлих.

## Адреса

### В Москве
Биографы насчитывают в Москве свыше пятидесяти адресов и памятных мест, связанных с Тургеневым.
- 1824 — дом статской советницы А. В. Коптевой на Б. Никитской (не сохранился)[138];
- 1827 — городская усадьба, владение Валуева — Садовая-Самотёчная улица, 12/2 (не сохранился — перестроен);
- 1829 — пансион Краузе, Армянского института — Армянский переулок, 2;
- 1830 — Дом Штейнгеля — Гагаринский переулок, дом 15/7[139][140];
- 1830-е — Дом генеральши Н. Ф. Алексеевой — Сивцев Вражек (угол Калошина переулка), дом 24/2[138][139];
- 1830-е — Дом М. А. Смирнова (не сохранился, ныне — здание постройки 1903 года) — Верхняя Кисловка[138][139];
- 1830-е — Дом М. Н. Булгаковой — в Малом Успенском переулке[138];
- 1830-е — Дом на Малой Бронной улице (не сохранился)[139];
- 1839—1850 — Остоженка, 37 (угол 2-го Ушаковского переулка, ныне — Хилков переулок). Общепринято мнение, что дом, где И. С. Тургенев бывал наездами в Москву, принадлежал его матери, однако исследователь жизни и творчества Тургенева Н. М. Чернов указывает, что дом арендовался у маркшейдера Н. В. Лошаковского[138];
- 1850-е — дом брата Николая Сергеевича Тургенева — Пречистенка, 26 (не сохранился)[141]
- 1860-е — Дом, где И. С. Тургенев неоднократно бывал в квартире своего приятеля, управляющего Московской удельной конторой, И. И. Маслова — Пречистенский бульвар, 10;

### В Санкт-Петербурге
- Июль 1834 года, — дом Родионова — Шестилавочная улица, 33[142];
- конец лета 1839 — январь 1841 года — дом Ефремовой — Гагаринская улица 12;
- весна 1842 года — Шестилавочная улица, 33;
- октябрь 1850 — апрель 1851 года — дом Лопатина — Невский проспект, 68;
- декабрь 1851 — май 1852 года — доходный дом Гиллерме — Гороховая улица, 8, кв. 9;
- декабрь 1853 — конец ноября 1854 года — Поварской переулок, 13;
- конец ноября 1854 — июль 1856 года — доходный дом Степанова — набережная реки Фонтанки, 38;
- ноябрь 1858 — апрель 1860 года — доходный дом Ф. К. Вебера — Большая Конюшенная улица, 13;
- 1861 год; 1872 год; 1874 год; 1876 год — гостиница «Демут» — набережная реки Мойки, 40;
- 4 января 1864—1867 — гостиница «Франция» — Большая Морская улица, 6;
- 1867 год — квартира В. П. Боткина в доходном доме Фёдорова — Караванная улица, 14;
- май—июнь 1877 года — меблированные комнаты Булье — Невский проспект, 22;
- февраль—март 1879 года — гостиница «Европейская» — Большая Итальянская улица, 7.
- январь—апрель 1880 года — меблированные комнаты Квернера — Невский проспект, д. № 11/Малая Морская улица, д. № 2/Кирпичный переулок, д. № 2

## Память

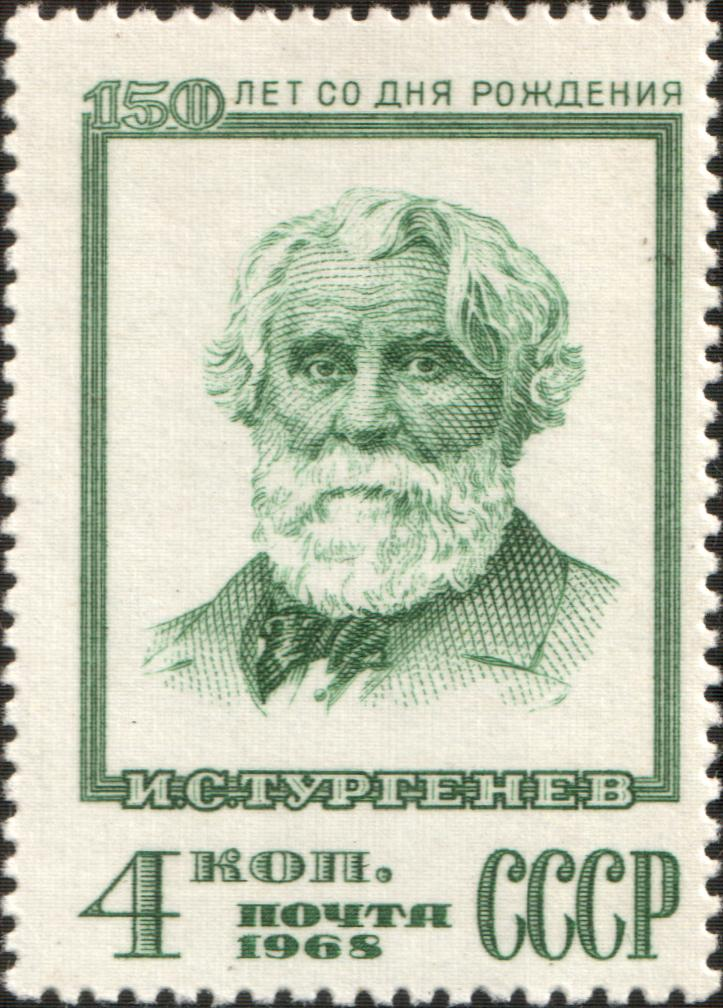
Почтовая марка, 1968 год. 150-летие со дня рождения И. С. Тургенева (1818—1883)

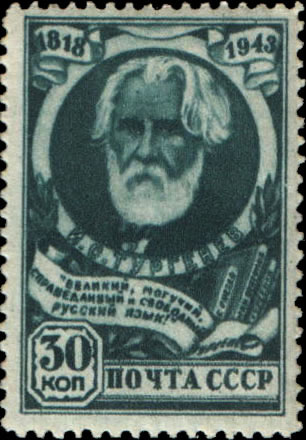
Почтовая марка, 1943 год. 125-летие со дня рождения И. С. Тургенева (1818—1883)

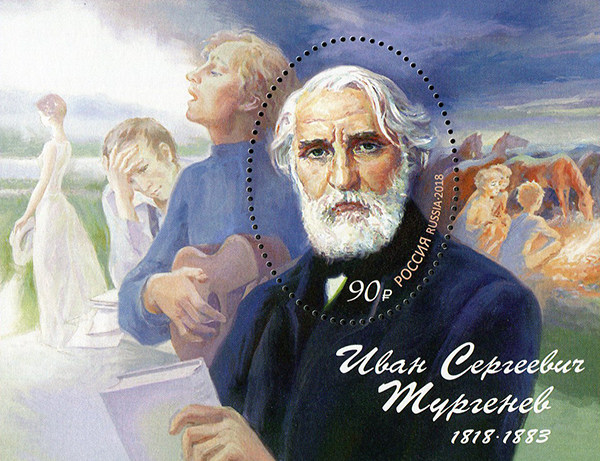
Почтовый блок «200 лет со дня рождения И. С. Тургенева (1818—1883), писателя»

Именем Тургенева названы следующие объекты.
Топонимика
- Улицы и площади Тургенева во многих городах России, Украины, Беларуси, Латвии.
- Станция московского метрополитена «Тургеневская».

Общественные учреждения
- Орловский государственный университет.
- Орловский государственный академический театр.
- Библиотека-читальня в Москве.
- Школа русского языка и русской культуры (г. Турин, Италия).
- Русская общественная библиотека (г. Париж, Франция).

### Музеи
- Музей И. С. Тургенева («дом Муму») — (г. Москва, ул. Остоженка, 37).
- Государственный литературный музей И. С. Тургенева (г. Орёл).
- Музей-заповедник «Спасское-Лутовиново» имение И. С. Тургенева (Орловская обл.).
- Улица и музей «Дача И. С. Тургенева» в Буживале, Франция[143].
- Историко-культурный и природный музей-заповедник И. С. Тургенева «Бежин луг»

### Памятники
В честь И. С. Тургенева установлены:
- бюст в Москве (в Бобровом переулке).
- памятник в Москве возле дома-музея литератора на Остоженке (2018 год, скульптор Сергей Казанцев)[144]
- памятник в Санкт-Петербурге (на Итальянской улице[145]).

#### Орёл
- памятник в Орле[146] (в городском парке культуры и отдыха) (открыт 4.11.1968 г., скульптор Г. П. Бессарабский).
- памятник на вокзале (1958, скульптор Курнаков Л.И).
- бюст в ландшафтном парке «Дворянское гнездо»[147] (1968 г., скульптор Г. П. Бессарабский).
- памятник в Литературном сквере у ТМК «Гринн» (открыт 23.06.2011 г., скульптор Ю. А. Киреев)[148].
- горельеф-бюст на «Доме книги» на Московской улице (1954 г., скульпторы М. Г. Глушенко, Г. Д. Лавров)[149].

### Иные объекты
- Имя Тургенева носил фирменный поезд АО «ФПК» Москва — Симферополь — Москва (№ 029/030) в общем обороте с Москва — Орёл — Москва (№ 33/34)[150].
- В 1979 году в честь Тургенева назван кратер на Меркурии[151].
- 28 апреля 1991 года в честь И. С. Тургенева назван астероид (3323) Тургенев, открытый в 1979 году советским астрономом Н. С. Черных.

### В филателии
- Писатель изображён на нескольких советских марках, а также на почтовой марке Болгарии 1978 года выпуска. В 2018 году ФГУП «Почта России» выпустила в обращение почтовый блок, посвящённый 200-летию со дня рождения Тургенева[152].

### Нумизматика
25 октября 2018 года Банк России выпустил в обращение памятные серебряные монеты номиналом 3 рубля и 25 рублей, золотую номиналом 50 рублей серии «200-летие со дня рождения И. С. Тургенева».

### Современное тургеневедение
- Затеева Т. В., Ленхобоева Т. Р. Рецепция романов И. С. Тургенева в трудах В. М. Марковича // Вестник Бурятского государственного университета. Философия. — 2014.
- Новикова Е. Г. Тургеневедение XXI в. Рецензия на книги: И. С. Тургенев. Новые исследования и материалы / Отв. ред. Н. П. Генералова, В. А. Лукина. 2009—2012. Вып. 1-3 // Вестник Томского государственного университета. Филология. — 2015.
- Васильев М. И. Серийные сборники как проблема современного литературоведения (И. С. Тургенев: Новые исследования и материалы. Вып. 1-3 / Отв. ред. Н. П. Генералова, В. А. Лукина. М.; СПб., 2009—2012; А. А. Фет: Материалы и исследования. Вып. 1-2 / Отв. ред. Н. П. Генералова, В. А. Лукина. М.; СПб., 2010—2013) // Вестник «Альянс-Архео». — 2015.
- Генералова Н. П. Академическое тургеневедение на современном этапе // Вестник Российской академии наук. — 2018. — Т. 88, № 9. — С. 793—803
- Карпов А. А., Тверьянович К. Ю. Тургеневедение сегодня: итоги и проблемы изучения творчества писателя // Мир русского слова. — 2019.
- Доманский В. А. И. С. Тургенев в школе: традиции и преодоление стереотипов // Вестник Томского государственного педагогического университета. — 2019.
- Доманский В. А., Кафанова О. Б. Тургеневские юбилейные конференции 2018 года: обзор и рефлексия // Вестник Томского государственного педагогического университета. — 2020.